# Exèrcit Argentí
L'Exèrcit Argentí és el component terrestre de les Forces Armades Argentines. La dictadura sorgida del cop d'estat de 1976 va fer terrorisme d'Estat mitjançant segrestos, desaparicions forçades, tortures i assassinats de persones presumptament vinculades a organitzacions guerrilleres o militants. Una gran quantitat d'aquestes persones assassinades van ser enterrades en fosses comunes o llançades al mar en avions militars. El dia 29 de maig, se celebra el Dia de l'Exèrcit Argentí, commemorant la seva creació l'any 1810.

## Història

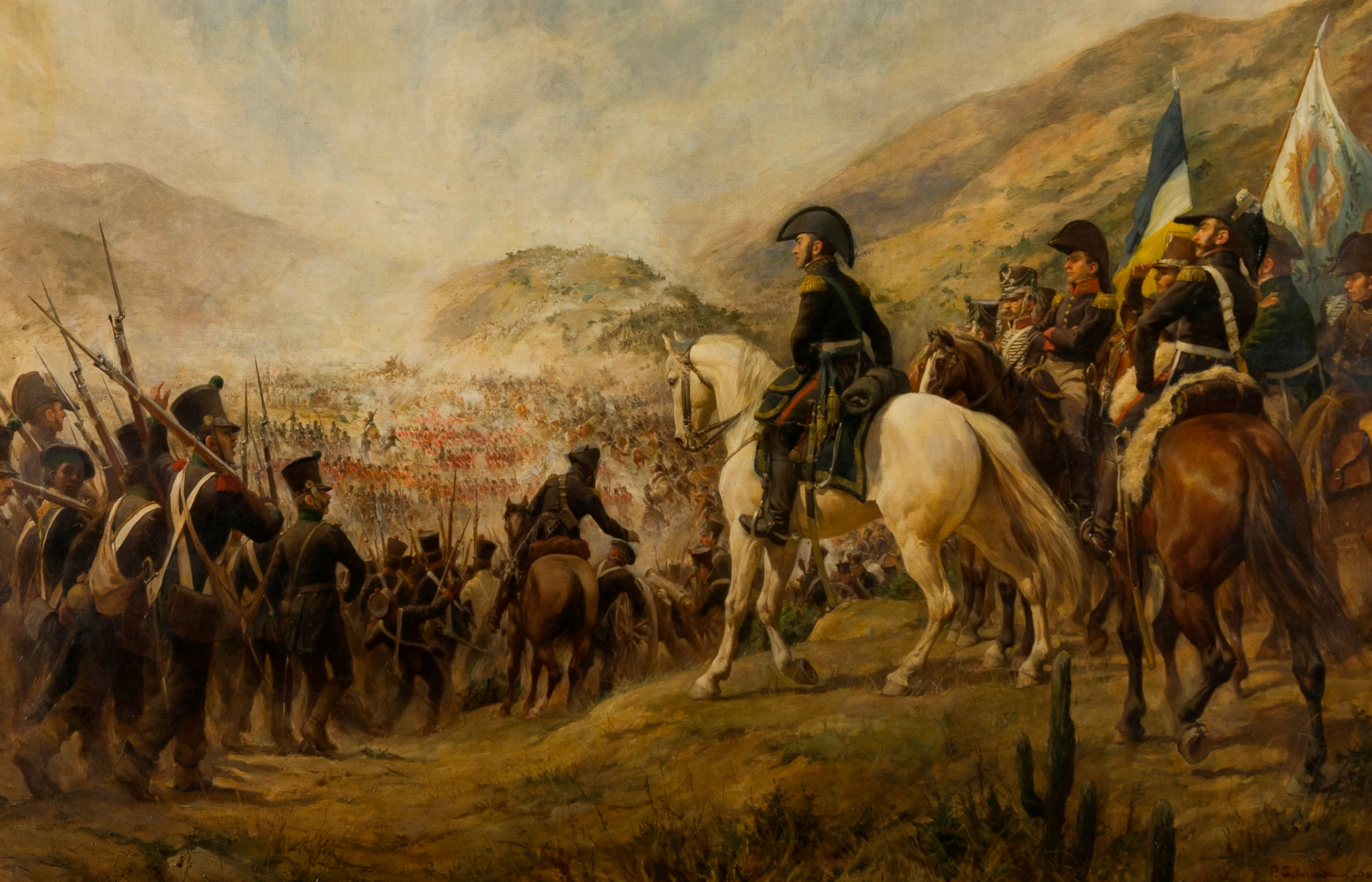
General José de San Martín, Batalla de Chacabuco

La història de l'Exèrcit Argentí es remunta als últims anys del Virregnat del Riu de la Plata, quan les primitives formacions militars colonials es van veure enfrontades a les Invasions Angleses a Buenos Aires en 1806 i 1807. Aquestes van ser repel·lides gràcies a la formació de milícies, que serien la base del futur Exèrcit Argentí.

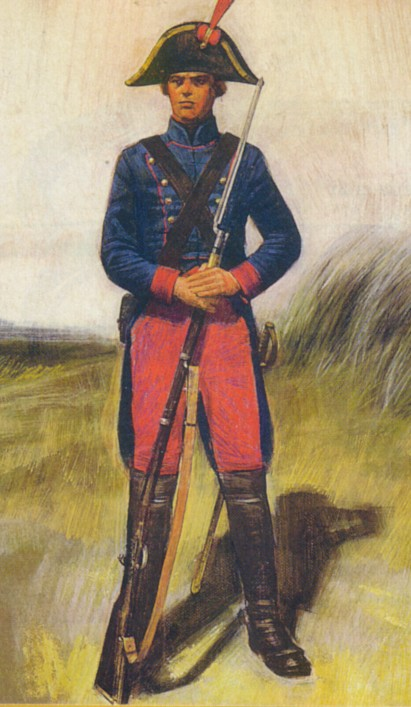
Soldat dels Dragons de la Frontera, cap a l'any 1718

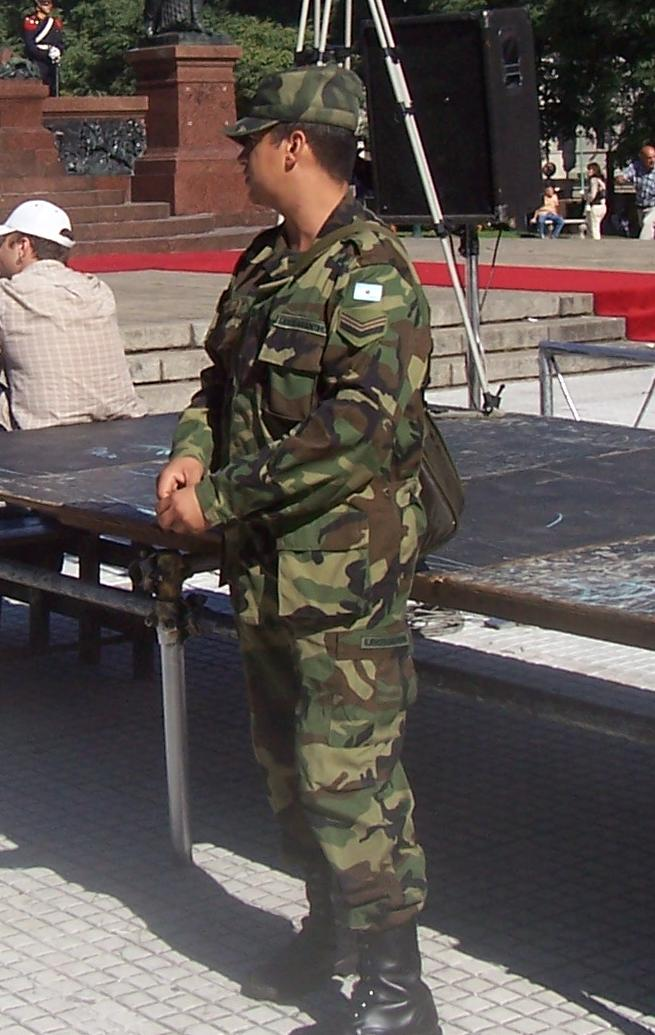
Suboficial de l'Exèrcit Argentí en l'actualitat.

Oficialment, la fundació de l'Exèrcit Argentí data d'un decret de la Primera Junta, immediatament posterior a la Revolució de Maig. A partir d'aquest moment, l'Exèrcit Argentí va participar en la Guerra d'Independència, abans de veure's virtualment dissolt per causa de les guerres civils.
Esporàdicament va tornar a formar-se un exèrcit nacional durant la Guerra del Brasil i la Guerra contra la Confederació Perú-Boliviana, però durant més de mig segle va ser reemplaçat per exèrcits i milícies provincials. Durant les presidències de Justo José de Urquiza i Bartolomé Mitre es va intentar tornar a reorganitzar un exèrcit nacional, però el mateix no va passar del paper.
L'organització definitiva de l'Exèrcit Argentí es va deure, segons ho entén la major part dels historiadors, a la Guerra del Paraguai, que va permetre la formació d'un exèrcit permanent. Va ser aquest exèrcit nacionalitzat el que va permetre aixafar les últimes rebel·lions internes en la dècada de 1870 i les revolucions radicals de finals del segle xix, així com aconseguir la definitiva Conquesta del Desert i del Chaco.
La professionalització definitiva de l'Exèrcit – simbolitzada en gran manera pel servei militar obligatori de la població masculina – es va aconseguir a principis del segle xx. Durant més de cent anys, l'Exèrcit no va haver d'enfrontar enemics exteriors i els seus objectius van començar a confondre's amb accions polítiques interiors. L'Exèrcit professional va començar a polititzar-se novament i va liderar successius cops d'estat entre 1930 i 1976.
Des de mitjan segle XX l'Exèrcit va liderar la lluita contra moviments armats d'esquerra i peronistes, derivant gradualment en la persecució sagnant de tota oposició – en l'anomenada guerra bruta – duta a terme per l'última dictadura (1976 – 1983). L'oposició creixent a aquesta va portar al govern a intentar recuperar el seu prestigi amb una aventura militar, la Guerra de les Malvines. El ràpid fracàs de les Forces Armades va destruir el prestigi polític de l'Exèrcit en forma definitiva.
Després del retorn definitiu de la democràcia, l'Exèrcit ha buscat una nova raó de ser, especialment després del final de la Guerra Freda. En part l'ha trobat en les missions humanitàries guiades per l'Organització de les Nacions Unides en diversos països del món, que li permeten modernitzar-se i mantenir-se actiu, sense participar en el procés polític intern ni llançar-se a aventures militars contra altres països.

### Època colonial i virreinal
Durant el temps en què les Províncies de l'Argentina formaven part del Virregnat del Perú, les guarnicions militars de les diferents governacions estaven molt escassament dotades en el militar. Per a la defensa contra els atacs indígenes havien d'explicar gairebé exclusivament amb les aportacions voluntàries dels pobladors. Algunes ciutats, com Buenos Aires, capital de la Governació del Riu de la Plata tenien reduïdes guarnicions militars, destinades a la defensa contra atacs estrangers.
Des de 1680 d'ara endavant, la corona espanyola es va esforçar per augmentar la dotació de Buenos Aires i la seva governació per defensar-la de l'amenaça que representava la fundació per part de Portugal de la Colonia del Sacramento, situada en el marge nord del Riu de la Plata. Aquest esforç va ser en augment en els anys següents, i amb forces vingudes de la Península es va fundar la ciutat de Montevideo.
Sota el govern de José de Andonaegui es va formar un cos de cavalleria per a la defensa de la frontera indígena, els Blandengues de Buenos Aires, que defensaven diferents punts de l'interior de la província de Buenos Aires; a ells que s'unirien posteriorment cossos similars en Santa Fe i Montevideo. Altres cossos especialitzats en la defensa contra els indígenes, especialment de la regió chaqueña, eren els Partidaris de la Frontera, cos de milicians a sou.
El governador Pedro de Cevallos va reforçar la guarnició amb l'arribada de més de 600 homes, amb els quals va intentar la conquesta de Colònia. En 1764, el mateix Cevallos va crear el Regiment Fix de Buenos Aires, un cos d'infanteria permanent en la seva majoria conformat per criolls, que gaudien dels mateixos beneficis i privilegis que els soldats espanyols. El regiment va ser augmentat amb successives incorporacions de forces vingudes des d'Espanya. Malgrat que el seu nom indicaria que era un regiment que hauria de romandre fix a la capital de la governació, en anys posteriors va tenir guarnicions destacades a Montevideo, la Fortalesa de Santa Teresa, a Córdoba, Santa Fe, Maldonado, Illes Malvines i illa Martín García.
En 1770 es va crear el Regiment de Dragons de Buenos Aires, també anomenat Regiment Fix de Cavalleria. Poc després es va crear el Real Cos d'Artilleria. A principis de 1771 la guarnició veterana de Buenos Aires comptava amb un total de 3.151 homes:
En 1776 l'ex governador Cevallos va conquistar a Portugal l'illa de Santa Catalina i Colònia del Sagrament, encara que va ser obligat a retornar la primera per la pau de Sant Ildefons. Portava amb si el nomenament de primer virrei del Virregnat del Riu de la Plata amb capital a Buenos Aires, a la guarnició de la qual va agregar més de mil efectius.
En els anys següents, les forces virreinales van tenir una actuació marginal en les campanyes en què van ser aixafades les revolucions de Túpac Amaru II en el Perú i de Túpac Catari en l'Alt Perú. En 1801 van tenir una actuació poc destacada davant l'ocupació portuguesa de les Missions Orientals per part de Portugal.
Les innovacions més destacades dels anys del virregnat van estar relacionades amb l'organització jeràrquica de l'Exèrcit, amb el virrei com a comandant nominal, reemplaçat en el control immediat de les forces militars per un Inspector General de l'Exèrcit, i un Comandant General de la Frontera per a la prevenció d'atacs indígenes. En 1801 es va produir una profunda reorganització de les milícies, dirigida per l'Inspector d'Armes Rafael de Sobremonte.

### Invasions angleses
Davant una imminent invasió anglesa, el virrei Rafael de Sobremonte va demanar urgent ajuda a Espanya, que va rebutjar la seva comanda. Suposant que els britànics intentarien ocupar Montevideo – perquè era un millor port i una ciutat emmurallada – va enviar cap a aquesta ciutat les escasses forces veteranes de Buenos Aires.
El 25 de juny de 1806, es va iniciar la Primera Invasió Anglesa, quan 1.600 anglesos, comandats per William Carr Beresford, van desembarcar a la zona de Quilmes (Buenos Aires). L'intent de defensa a càrrec del tinent coronel amb 500 homes va ser ràpidament dissolt per la superioritat aclaparadora en armament i tàctica dels invasors. També va fracassar l'intent de defensar la línia del Rierol pergreñada pel virrei Sobremonte, que veient això es va donar a la fugida cap a Córdoba. La ciutat de Buenos Aires va ser ocupada sense major resistència per una tropa notòriament minsa, deixant en evidència la incapacitat de l'Imperi Espanyol per defensar les seves colònies.
En secret es van formar un conjunt de forces milicianes als voltants de la ciutat, on es van unir als Blandengues de la rodalia, sota el comandament de Juan Martín de Pueyrredón. Mentrestant, les forces apostades a Montevideo van ser conduïdes fins a la capital pel coronel Santiago de Liniers, que va desembarcar a San Isidro amb 1.600 homes. Allí es va reunir a les forces de Pueyrredón i altres voluntaris, amb els quals va iniciar la marxa sobre Buenos Aires. Després de ser rebutjada la seva intimació, va obtenir una completa victòria el 12 d'agost al centre de la ciutat, en el fet conegut històricament com a Reconquesta de Buenos Aires, causant 417 morts i prenent 1.200 presoners als britànics, inclòs el governador Beresford.

### Formació de les milícies
El virrei Sobremonte va haver de delegar el comandament militar i polític en Santiago de Liniers, que es va abocar a la formació de milícies locals. Una Junta de guerra va convocar al poble a allistar-se a l'exèrcit en cossos separats segons la seva província i lloc d'origen. Cap a cap d'any, s'havien enrolat més de 7.000 homes, dividits en els cossos de:
- Cavalleria: format per Caçadors, Migueletes, Carabiners de Carlos IV, Esquadró de Pagesos i tres esquadres d'Hússars.

- Infanteria: format per Patricis (el regiment més gran, dividit en tres batallons), Catalans, Caçadors Correntinos, Muntanyesos (o Càntabres), Biscains i Asturians, Marrons i Bruns, Gallecs, Andalusos, Arribeños i Granaders.

- Artilleria: format per Milícies Provincials, Maestranza, Bruns, Patriotes de la Unió, Indis i Marrons.

Cadascun d'aquests cossos triaven als seus oficials i estava format per voluntaris a sou. També es van formar cossos milicians a Córdoba, Paraguai i Montevideo.

### Segona Invasió Anglesa
El gener de 1807, tropes britàniques – originalment destinades a reforçar a la guarnició de Beresford – van desembarcar en la Banda Oriental i el 3 de febrer van ocupar Montevideo. La ineficàcia mostrada per Sobremonte en la defensa d'aquesta ciutat va portar a la seva deposició pel cabildo, reemplaçat interinament per Santiago de Liniers, que seria nomenat posteriorment virrei titular. No obstant el caràcter revolucionari d'aquest acte, les milícies no van tenir part en el mateix.
El 28 de juny, els britànics van desembarcar en Ancorada, des d'on van avançar cap a Buenos Aires, al comandament del general John Whitelocke. Aquest va esquivar primerament la pèssima posició defensiva de Liniers, per després derrotar-ho en el Combat de Miserere, del 2 de juliol, que va posar en evidència la insuficient preparació de l'exèrcit de milícies portenyes. No obstant això, Whitelocke va trigar 3 dies a iniciar l'atac sobre la ciutat, donant-li temps per preparar la defensa amb barricades i trinxeres. Contra aquestes va xocar l'atac dels invasors, que van perdre 2.500 homes contra 302 morts i 514 ferits locals. Whitelocke va acabar per rendir-se, obligant-se a retornar també Montevideo i Colònia.
Les milícies locals havien demostrat la seva utilitat i van adquirir una notable autonomia política, especialment a través del seu heroi, el virrei Liniers.

### Reorganització
Una revolució organitzada contra el govern de Santiago de Liniers va obtenir el suport armat de diverses unitats milicianes, gairebé totes elles d'extracció peninsular. El ràpid esgotament de l'aldarull va portar a la dissolució dels cossos de Gallecs, Biscains i Catalans.
Després de la invasió francesa a Espanya, el virrei Liniers va ser suplantat per Baltasar Hidalgo de Cisneros, que va reorganitzar completament els cossos militars, reemplaçant els noms dels mateixos per una numeració del Nº 1 al Nº 6, encara que els noms antics van seguir usant-se.

Part d'aquestes tropes van ser enviades a aixafar la Revolució de Chuquisaca a la fi de 1809. Encara que no van arribar a entrar en combat – van romandre allí, on s'incorporarien als exèrcits reialistes, excepte alguns que serien incorporats als exèrcits patrios en 1811.

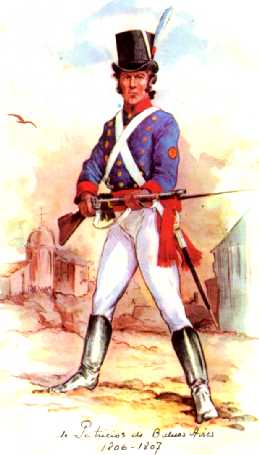
Patricis - 1806.
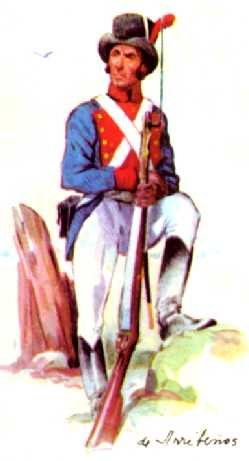
Arribeños - 1806.
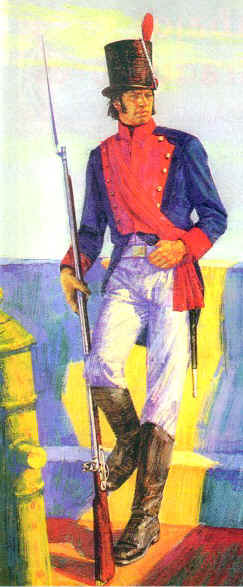
Cantabros o Muntanyesos - 1807.
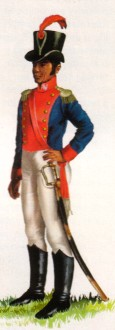
Andalusos - 1806.
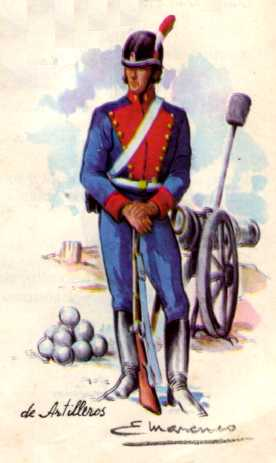
Artillers - 1806.
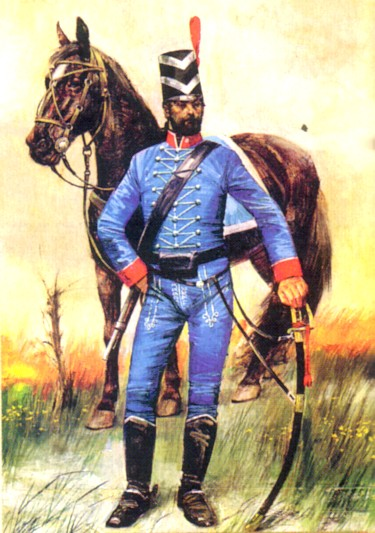
Hússars del Rei - 1806.

### Revolució de Maig

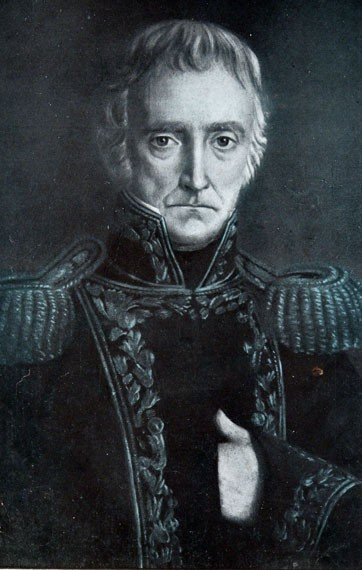
Cornelio Saavedra, president de la Primera Junta.

El sobtat contacte amb els conflictes polítics europeus i la influència ideològica de la Il·lustració van generar una activitat política creixent en els anys que van seguir a les invasions angleses. El reeixit rebuig de dues poderoses invasions sense ajuda externa van fer que la població local, especialment de Buenos Aires, adquirís un alt grau de consciència política.
A partir de 1808, mentre en la metròpoli tenia lloc la Guerra del Francès, el virregnat va romandre fidel a l'autoritat de la Junta Suprema Central, que governava a Espanya en nom del deposat rei Ferran VII d'Espanya, que romania presoner a França.
A mitjan mes de maig de 1810, l'arribada de la notícia que gairebé tot Espanya havia caigut en mans dels exèrcits de Napoleó Bonaparte – i de la dissolució de la Junta Suprema – les discussions polítiques i va causar l'esclat de la Revolució de Maig a Buenos Aires. Els revolucionaris van esperar que els caps dels regiments es decidissin per la Revolució, i aquesta només es va fer amb la seva anuència; el cap del Regiment de Patricis – el més important numèricament – Cornelio Saavedra, va assumir la presidència de la Primera Junta, juntament amb el càrrec de Comandant General d'Armes.
Atès que la Junta pretenia imposar la seva autoritat sobretot el Virregnat com a successora legítima del virrei, el 27 de maig va enviar una circular a les principals ciutats del virregnat en la qual se'ls exigia acatamiento i se sol·licitava l'enviament a la capital d'un diputat per cada ciutat. També anunciava que enviaria "una expedició de 500 homes per l'interior amb la finalitat de proporcionar auxilis militars per fer observar l'ordre, si es tem que sense ell no es farien lliure i honradament les eleccions de vocals diputats." En conseqüència, el 28 de maig la Junta va crear el Departament de Govern i Guerra, sent designat Mariano Moreno com el seu director, i l'endemà va ordenar una reorganització general de les forces de la capital. A causa d'aquest decret, es considera que al 29 de maig de 1810 com la data de naixement de l'Exèrcit Argentí.
La Revolució va ser recolzada en la major part de la Intendència de Buenos Aires i de la Intendència de Salta del Tucumán, però va ser resistida a Córdoba, Montevideo, Paraguai i l'Alt Perú.
En total, el govern comptava amb 4.145 homes: 3.128 d'infanteria, 555 de cavalleria i 462 d'artilleria. Abans de finalització d'any van ser incorporats a aquestes forces al voltant de mil homes més, i es va sumar un nou regiment, el Regiment Amèrica o de l'Estel. Si bé la tropa era nombrosa, no tenia una altra experiència que les Invasions Angleses, i des de llavors havien estat ensinistrats per oficials tan inexperts com els soldats.

### Armament i tècnica
Les tecnologia disponible i les tàctiques utilitzades pels exèrcits serien comuns per a les forces patriotes i reialistes, i no canviarien molt al llarg de les campanyes per la independència. Durant els tres primers anys de guerra, tots dos bàndols combatrien sota la bandera d'Espanya.
Els exèrcits de l'època estaven distribuïts en tres armes: infanteria, cavalleria i artilleria. Les tècniques de combat eren molt simples: atacs frontals d'infanteria recolzada per artilleria, mentre la cavalleria protegia els flancs o intentava envoltar a les forces enemigues. Solament les forces irregulars portaven avanci operacions tàctiques més imprevisibles.
La infanteria solia ser la més nombrosa, armada de fusells a espurna de avancarga i baionetes per al combat cos a cos; els oficials tenien major experiència en el maneig de tropes d'infanteria, la qual cosa feia el seu ús preferible al de les altres armes.
La cavalleria era poc nombrosa, atès que els criolls menyspreaven la cavalleria i consideraven a la llança com una arma indígena. El seu ús es veia limitat per la manca d'un entrenament adequat, però la recluta de milícies de cavalleria s'estendria ràpidament entre la població rural de l'interior, i el seu prestigi s'incrementaria a partir de la creació del Regiment de Granaders a cavall, cos de cavalleria especialitzat en xocs armats a gran velocitat. A partir d'aquest moment, la superioritat de la cavalleria patriota es va mantenir durant la resta de la guerra, sustentada en l'habilitat dels seus genets.
L'artilleria de campanya manejava petits canons portàtils de bronze i requeria un desplegament logístic major que les altres dues armes. Les peces eren situades en grups dins de les formacions d'infanteria. La seva oficialitat, molt deficient, va ser suplantada moltes vegades per artilleros de marina, però posteriorment es van instal·lar escoles d'oficials amb gran preparació tècnica.
No hi havia cossos de suport, que recentment apareixerien amb les campanyes de José de San Martín. Sí, en canvi, es comptava amb forces auxiliars o irregulars, generalment de cavalleria, armades amb llances, boleadoras i armes de foc curtes. En l'Alt Perú i en el Perú les forces irregulars serien d'indígenes del carrer, armats de macanas, garrots i fones.
Els desplaçaments es realitzaven en la plana a llom de mula, mentre en zones muntanyenques les mules eren utilitzades exclusivament per a transport de càrrega i els soldats d'infanteria marxaven a peu.

### Primera Expedició Auxiliadora a l'Alt Perú
La resistència a la revolució a Córdoba, dirigida per l'antic virrei Santiago de Liniers, va obligar a realitzar l'anunciada expedició a l'interior, amb la ciutat de Córdoba com a primer objectiu. Al capdavant de la mateixa va ser posat el coronel Francisco Ortiz de Ocampo, secundat per Antonio González Balcarce. Portaven amb si 1.150 homes, extrets de tots els cossos de la capital.
Els contrarrevolucionarios havien arribat a reunir 1.500 homes, però davant l'aproximació de l'exèrcit de Ocampo van desertar massivament. Liniers i els principals opositors van ser arrestats i executats. El vocal Juan José Castelli va assumir el comandament polític de l'Exèrcit del Nord i Ocampo va ser desplaçat per González Balcarce.
El virrei del Perú, José Fernando d'Abascal, va enviar tropes per defensar les províncies de l'Alt Perú, nomenant al capdavant de les mateixes al José Manuel de Goyeneche. El general José de Córdoba i Rojas va ocupar Santiago de Cotagaita, poble que controlava l'accés principal a l'Alt Perú. A l'esquena, un regiment enviat a unir-se-li des de Cochabamba es va revoltar al setembre, reconeixent l'autoritat de la Junta i iniciant la Revolució de Cochabamba. També Santa Creu de la Serra i Oruro es van pronunciar per la revolució.
Després d'una petita derrota en el Combat de Cotagaita, les forces de Balcarce van obtenir la primera victòria de l'Exèrcit Argentí el 7 de novembre, en la Batalla de Suipacha.
Tot l'Alt Perú va caure en mans independentistes, i importants forces altoperuanas es van sumar a l'Exèrcit del Nord. El govern de Castelli va aconseguir certs avanços polítics, però es va enemistar amb la població pels seus actes de violència i atacs als sentiments religiosos de la població.
L'Exèrcit –amb al voltant de 7000 homes, més de la meitat altoperuanos– es va situar sobre el riu Desaguadero, límit amb el Perú, situació en què va ser atacat i derrotat per Goyeneche el 6 de juny en la Batalla de Huaqui. La població de l'Alt Perú, predisposada contra els “porteños”, va expulsar de totes les ciutats a l'Exèrcit, que es va veure obligat a retirar-se fins a Jujuy.
Les ciutats altoperuanas van caure en mans reialistes. No obstant això, poc després van esclatar insurreccions en Cochabamba i voltants de la Pau, que – encara que van anar finalment vençudes – van retardar la invasió reialista a la Intendència de Salta.

### Expedició al Paraguai

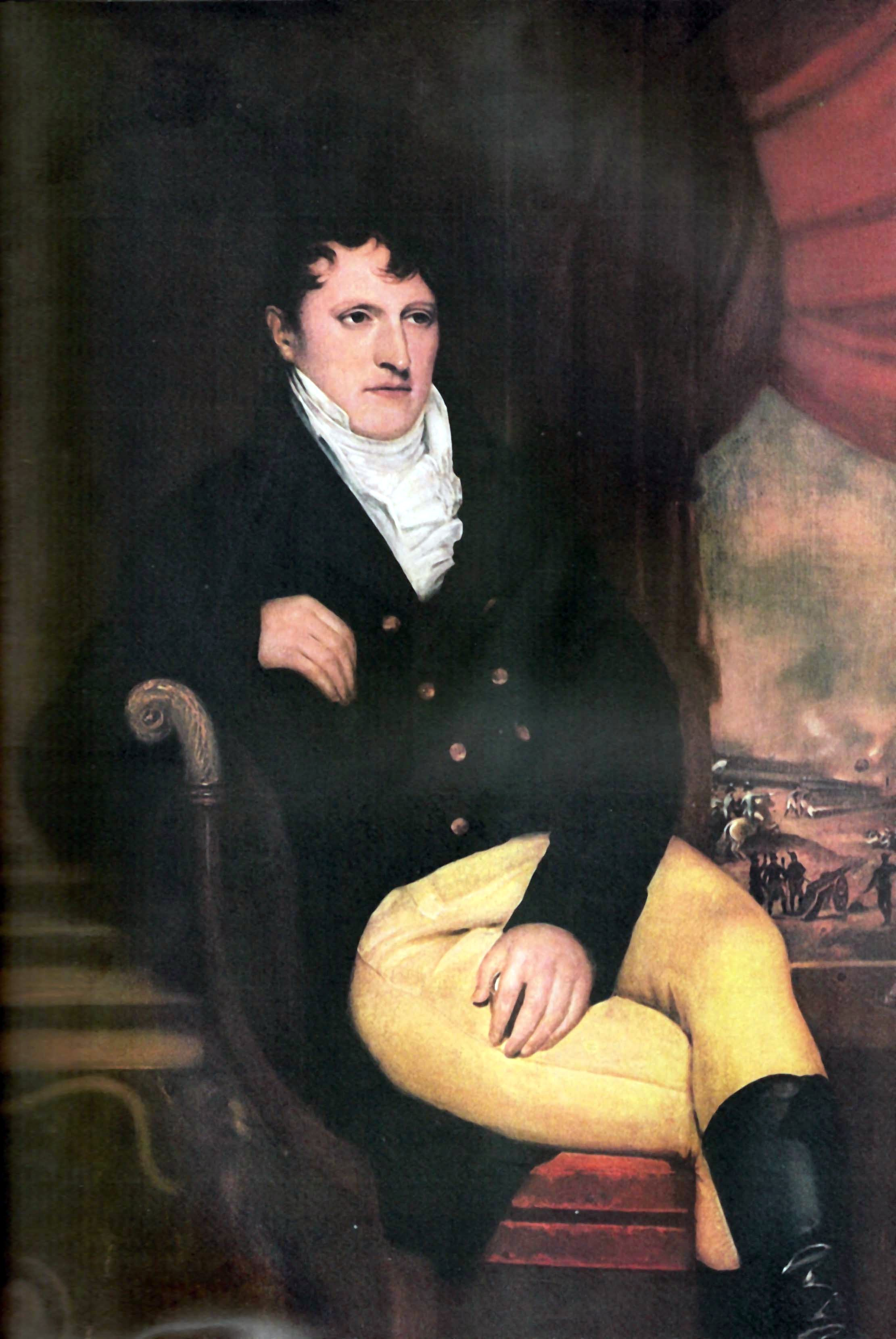
Manuel Belgrano va comandar la campanya al Paraguai i posteriorment l'Exèrcit del Nord.

El Paraguai i la ciutat de Montevideo s'havien negat a acatar a la Primera Junta, i van preferir obeir a les autoritats residuals de la Península. La Junta va decidir llavors atacar als reialistes de Montevideo, per a això va organitzar 250 homes, extrets de diversos cossos militars porteños, amb 6 canons. Al comandament d'aquesta divisió va nomenar al vocal Manuel Belgrano, amb el grau de coronel.
La invasió de les Missions pel governador paraguaià Bernardo de Velasco va decidir a la Junta a enviar a Belgrano al Paraguai, atorgant-li el comandament militar i polític de les províncies del litoral fluvial. Per la seva banda, Velasco va organitzar un exèrcit d'entre 6.000 i 7.000 homes.
En camí a la seva destinació, Belgrano va incorporar uns 357 Blandengues en San Nicolás de los Arroyos, 200 milicians d'infanteria i cavalleria en Santa Fe, tropes voluntàries reunides pel comandant militar d'Entre Ríos, i uns 200 homes del Regiment de Patricis enviats des de Buenos Aires. L'exèrcit va avançar cap al nord pel centre d'Entre Ríos i Corrientes, Belgrano proclamava la llibertat, propietat i seguretat dels indígenes dels pobles de Missions.
El gruix de l'exèrcit revolucionari – uns 950 homes – va travessar el riu Paraná el 19 de desembre, obtenint una petita victòria en el combat de Campichuelo, prop d'Encarnación.
El 25 de desembre es va iniciar l'avanç cap a la capital paraguaiana, deixant 100 homes en Candelaria. Els pobladors fugien de l'exèrcit — al que consideraven invasor — portant-se tots els mitjans de subsistència. Malgrat el seriós obstacle que significaven els nombrosos rius, esteros i selves tropicals del Paraguai, a mitjan gener van arribar uns 460 homes al poble de Paraguarí, situat en una elevació envoltada de zones pantanoses, punt triat per Velasco per presentar batalla. El 19 de gener Belgrano es va llançar sorpresivamente a l'atac amb 460 homes contra 6.000. Va obtenir un avantatge inicial, però en definitiva va prevaler l'avantatge numèric enemiga i va ser derrotat després de quatre hores de combat en la Batalla de Paraguarí, veient-se obligat a retirar-se.
La retirada es va detenir la seva retirada al costat del riu Tacuarí, esperant reforços. En el seu suport, la Junta li va enviar una esquadrilla de tres bucs comandada per Juan Bautista Azopardo, però aquesta va ser destruïda molt lluny d'allí el 2 de març, en el Combat de San Nicolás.
L'exèrcit paraguaià, de 2.400 homes, al comandament del general Manuel Cabanyes, va atacar el 9 de març als 600 homes de Belgrano en la Batalla de Tacuarí. L'artilleria de Belgrano va aconseguir frenar l'avanç dels paraguaians, però van ser derrotats per una divisió que va travessar el riu aigües amunt i els va prendre de flanc. Belgrano va contestar a la intimació a rendir-se iniciant negociacions pacífiques, de resultes de les quals l'exèrcit va abandonar el Paraguai als pocs dies, amb totes les seves armes i bagatges.
Les comunicacions de Belgrano amb els oficials paraguaians van portar a varis d'aquests a iniciar el procés independentista. Aquest va fer eclosió en el mes de maig, quan l'oficial Fulgencio Yegros va deposar Velasco i ho va reemplaçar per una Junta de Govern, en què descollaba Gaspar Rodríguez de França, que governaria al país durant gairebé tres dècades. El nou govern va proclamar la independència absoluta del Paraguai, i a l'octubre va signar amb el mateix Belgrano – com enviat diplomàtic – un tractat de confederació entre el Paraguai i Buenos Aires. No obstant això, el Paraguai mai es reincorporaria a l'antic virregnat.

### Primera Expedició a la Banda Oriental
La ciutat de Montevideo era la més propera amenaça per al nou govern, sòlidament sostinguda per a la causa reialista per la guarnició naval, i dominant sense problemes tota la Banda Oriental des del Riu de la Plata i el riu Uruguai. Els plans de la Primera Junta per atacar Montevideo van ser posposats. A principis de 1811, Francisco Javier de Elío, nomenat virrei del Riu de la Plata, es va fer fort a Montevideo i va augmentar la seva agressivitat enfront de Buenos Aires, mentre es guanyava el repudi de la població local amb mesures impopulars.
El 28 de febrer de 1811, la població oriental va iniciar la Revolució Oriental amb el Crit d'Asencio. A partir d'aquest moment, i guiats per l'oficial oriental José Artigas, els gautxos de la campanya van controlar gran part de la Banda Oriental, obtenint les decisives victòries de San José i Les Pedres.
Finalitzada la lluita a Paraguai, la Junta Gran – successora de la Primera Junta – va enviar a la Banda Oriental als 1.134 homes de l'exèrcit de Belgrano. Poc després va reemplaçar a aquest – que va ser sotmès a un judici – pel coronel José Rondeau, que va posar lloc a Montevideo i Colònia al maig, encara que no va poder forçar la seva rendició pel domini naval dels reialistes sobre el Riu de la Plata.
El virrei Elío va respondre cridant en el seu auxili a les tropes portugueses del Brasil, que van envair el nord de la Banda Oriental en el mes de juliol, derrotant a les forces milicianes orientals i dominant gran part d'aquest territori.
La notícia de la derrota de Huaqui va forçar a la Junta a intentar estabilitzar la situació en la Banda Oriental. El Primer Triumvirat, que va succeir a la Junta, va arribar a un armistici amb Elío pel qual se li deixava el control de la Banda Oriental i part de l'actual província d'Entre Ríos. El 12 d'octubre, Rondeau va aixecar el lloc i es va retirar cap a Buenos Aires.
La població oriental es va negar a acompanyar aquesta decisió i – seguint a Artiges en l'anomenat Èxode Oriental – es va establir massivament en les ribes del riu Uruguai, des d'on va continuar la guerra contra Portugal. Des d'aquest moment, les forces orientals dirigides per Artigas van deixar de considerar-se part de l'Exèrcit Argentí. Aviat exigirien que les tropes enviades des de Buenos Aires actuessin com els seus auxiliars. Al juny de l'any següent, després de la signatura del Tractat Rademaker-Herrera, les forces portugueses van abandonar la Banda Oriental.
A Buenos Aires, el govern va decidir llevar al Regiment de Patricis els seus privilegis de milícia voluntària, la qual cosa va causar el Motí de les Trenes, sagnantment aixafat. Des de llavors, les milícies originades en les Invasions Angleses van passar a ser considerades tropes de línia.
Per la seva banda, Elío va tornar a Espanya, sent succeït per Gaspar de Vigodet. Aquest – que només exercia com a governador – es va veure obligat a llançar atacs sobre les costes del riu Paraná per proveir a la ciutat. Per defensar aquestes costes va ser enviat el general Belgrano a la vila de Rosario. Al febrer de 1812, aquest va crear una escarapela celeste i blanca per a identificació de les seves tropes, que va ser acceptada pel Triumvirat. Fent un pas més, el 27 de febrer va fer jurar a les seves tropes una bandera amb els mateixos colors, acte que va ser censurat pel govern. El mateix dia, Belgrano va ser posat al capdavant de l'Exèrcit del Nord.

### Segona Campanya a l'Alt Perú
La resistència de les guerrilles altoperuanas – encara que sagnantment aixafada –va demorar l'avanç de l'exèrcit reialista fins a principis de juliol de 1812, data en què aquest va començar el seu avanç al comandament del general Pío Tristán. En resposta, i seguint ordres del govern, Belgrano va evacuar la població de Jujuy i es va retirar fins a San Miguel de Tucumán. Encara que tenia ordres de seguir la seva retirada, va enfrontar i va derrotar a Tristán el 24 de setembre en la Batalla de Tucumán, obligant-ho a retirar-se cap a la ciutat de Salta. Mai l'exèrcit reialista tornaria a arribar tan al sud.
La notícia de la victòria va provocar el derrocament del Triumvirat, reemplaçat per un Segon Triumvirat. En el cop va tenir una actuació decisiva el Regiment de Granaders a cavall, creat poc abans per un coronel arribat poc abans d'Europa, José de San Martín. Aquest regiment serviria de model d'organització militar per a l'Exèrcit Argentí durant la resta de la guerra d'independència.
Belgrano va dedicar els mesos següents a una concienzuda reorganització de l'Exèrcit del Nord, dividint-ho en regiments més orgànics i iniciant la formació dels seus oficials i el proveïment de les seves tropes. Finalment, al gener va iniciar la seva marxa sobri Salta, i en el camí va fer jurar a les seves tropes la Bandera de l'Argentina. El 20 de febrer va obtenir la victòria en la Batalla de Salta, capturant a tot l'exèrcit enemic, encara que es va veure obligat a deixar-ho tornar – desarmat – a l'Alt Perú.
Aprofitant un nou alçament de la població altoperuana, Belgrano va iniciar la seva marxa cap a l'Alt Perú, però va ser derrotat en les batalles de Vilcapujio i Ayohuma i obligat a retirar-se amb menys de la meitat del seu exèrcit.
El gener de 1814, en Tucumán, Belgrano va ser reemplaçat pel coronel San Martín. Malgrat que el nou cap – l'oficial més capacitat amb què explicava la Revolució – va realitzar grans avanços en l'organització militar, estava convençut de la inutilitat d'intentar derrotar els reialistes en l'Alt Perú. Per això va organitzar la defensa de la província de Salta per partides auxiliars de gauchos, iniciant així la Guerra Gaucha, que seria comandada pel salteño Martín Miguel de Güemes.
Quatre mesos després, San Martín va renunciar per raons de salut, sent reemplaçat pel general Rondeau.

### Segona Campanya a la Banda Oriental
L'actitud agressiva de Vigodet va ser interpretada com una ruptura de l'armistici, de manera que el Triumvirat va disposar una intervenció de l'exèrcit, comandat per Manuel Sarratea. Aquest va aconseguir que parteix de les tropes d'Artiges s'unissin al seu exèrcit, amb la qual cosa els desacords amb aquest es van incrementar.
L'exèrcit de Rondeau va tornar a la Banda Oriental i el 20 d'octubre va posar novament lloc a Montevideo. A la fi de desembre va ser atacat en la Batalla de Cerrito, però va aconseguir una àmplia victòria. Poc temps després del combat, Artigas es va unir novament al lloc amb les seves forces, encara que va seguir considerant-les separades de l'Exèrcit nacional.
El 3 de febrer de 1813 les tropes de Sant Martín van obtenir la victòria en el combat de Sant Lorenzo sobre una expedició al riu Paraná; des de llavors, els reialistes van limitar les seves incursions i van passar a dependre exclusivament del seu proveïment per mar. Per això el govern va organitzar la segona esquadra naval, que – al comandament de Guillermo Brown - va obtenir una sèrie de victòries i va tancar el cèrcol.
Rondeau va ser reemplaçat en el comandament del lloc per Carlos María d'Alvear, que va elevar el nombre de tropes a 4.000 homes. El 20 de juny, completament voltada, Montevideo va ser ocupada per les tropes patriotes, caient en la seva poder també una gran quantitat de soldats que van ser incorporats a l'Exèrcit Argentí – més de 5.000 homes – i molt armament, especialment artilleria de gran calibre.

### Tercera Campanya a l'Alt Perú
Sota el comandament de Rondeau, l'Exèrcit del Nord va ser molt eficaçment aprovisionat –especialment amb armament capturat a Montevideo – però va perdre en disciplina i moral.
Per la seva banda, l'exèrcit reialista de l'Alt Perú, al comandament de Joaquin de la Pezuela, va avançar cap al sud. Però, enfrontat als gauchos de Güemes, amb la seva rereguarda amenaçada per l'acció de les Republiquetas i obligat a enviar part de les seves forces a aixafar la Rebel·lió del Cuzco, va acabar per retirar-se cap al nord. Forces auxiliars – només parcialment assimilables a l'Exèrcit Argentí – van obtenir la victòria en la Batalla de La Florida i van controlar Cochabamba.
El gener de 1815, després de rebutjar el reemplaçament de Rondeau per Alvear, l'Exèrcit va tornar a avançar cap a l'Alt Perú. Una petita derrota en el Combat del Tejar va retardar les operacions, que es van reiniciar a l'abril. No obstant això, els gauchos de Güemes van abandonar la campanya acompanyant al seu cap, que va ser elegit governador de Salta.
Una primera derrota de l'Exèrcit del Nord a la Batalla de Venta i Media va obligar a Rondeau a retirar-se cap a Cochabamba, on va ser derrotat completament el 29 de novembre de 1815 a la Batalla de Sipe Sipe.
Les restes de l'Exèrcit es van retirar cap a San Miguel de Tucumán, deixant definitivament la defensa del nord a Güemes i els seus gauchos. Una efímera i inútil campanya l'any 1817, comandada per Gregorio Aráoz de Lamadrid, seria l'últim intent de l'Exèrcit del Nord contra l'Alt Perú. Des de llavors, seria gradualment desmantellat, perdent tropes en benefici de l'Exèrcit dels Andes, i dedicat progressivament a participar en la guerra civil.

### Sorgiment del federalisme
La creixent tendència dels governs de Buenos Aires cap al centralisme va portar a Artiges a rebutjar la seva autoritat, iniciant el federalisme en el Riu de la Plata. Després del rebuig dels diputats artiguistas a l'Assemblea de l'Any XIII, el gener de 1814 Artiges va abandonar el lloc de Montevideo, seguit per més de mil dels seus homes i part de la població de la província, dirigint-se a les costes del riu Uruguai.
Declarat fora de la llei pel govern porteño, va ser atacat pel baró Eduardo Kaunitz de Holmberg amb 400 homes, però el federal Eusebio Hereñú ho va derrotar el 22 de febrer en el combat del Espinillo, prop de Paraná. A partir d'aquest moment, els artiguistas van controlar Entre Ríos, i després de la Batalla de la Creu, del 19 de març, també la regió de Missions.
Mentrestant, una revolució federal va esclatar en Corrents, que es va incorporar als artiguistas, al mateix temps que Fernando Otorgués i altres líders federals controlaven l'interior de la Banda Oriental. Tant el govern porteño com els reialistes van creure que Artigas es passaria a aquests últims, però aquest va rebutjar totes insinuacions en aquest sentit.
Després de fracassar les seves temptatives de vèncer a Artigas, Posades va signar un armistici amb ell en el mes d'abril. Dos mesos després, Alvear ocupava Montevideo. Malgrat la seva promesa de lliurar la ciutat als homes d'Artigas, Alvear va atacar als seus lloctinents, la qual cosa va causar el reinicio de la guerra civil. Aquesta va continuar amb alts i baixos durant diversos mesos, forçant a mantenir tropes en la Banda Oriental i en Entre Ríos, que no van poder ser enviades a reforçar l'únic front que encara existia contra els reialistes, en el Nord.
Es van produir tres combats: Batalla de les Pedres (1814) (25 de juny) i Batalla de Marmarajá (6 d'octubre) de 1814 a favor dels directoriales, i la batalla de Guayabos (15 de gener de 1815) a favor dels artiguistas. Després d'aquesta derrota, el nou Director Suprem, general Alvear, va lliurar a Artiges el control de la Província Oriental i de Montevideo. Aquest pacte va alliberar algunes forces militars per ser enviades cap al nord, però la negativa d'Artiges a suspendre la seva ajuda als federals d'Entre Ríos i Corrents va obligar a mantenir moltes tropes en aquesta regió i a la Capital.
El 14 de març de 1815, una revolució va deposar el governador de Santa Fe amb l'ajuda d'Artigas, amb el qual aquesta va passar al bàndol federal. Dies més tard, una amenaça d'Artigas va bastar perquè el cabildo cordovès deposés al governador i nomenés en el seu lloc a José Javier Díaz, un federal que –si bé no es comportaria com un subordinat d'Artigas– seria el seu aliat.
En resposta, Alvear va llançar en el mes d'abril una campanya militar amb més de 5.000 homes cap a Santa Fe. Però els seus oficials es van revoltar i van causar la caiguda del Director Alvear. El Director Suprem substitut, Ignacio Álvarez Thomas va signar un nou acord amb Artigas, gràcies al com es van alliberar noves forces per ser enviades en ajuda de l'Exèrcit del Nord. No obstant això, mesos després, el mateix Álvarez Thomas trencaria l'acord: a l'agost va llançar una nova expedició sobre Santa Fe, que va caure en mans del general Juan José Viamonte.
Al març de 1816 es va iniciar una nova revolució federal en Santa Fe; Viamonte va ser voltat i obligat a rendir-se. Álvarez Thomas va enviar una nova expedició de 3.000 homes contra la ciutat, sota el comandament de Manuel Belgrano. Però l'enviat d'aquest a Santa Fe va acabar pactant amb els federals, la qual cosa va causar la deposició tant de Belgrano com d'Álvarez Thomas. No obstant els reiterats anuncis d'acord, la intransigència de les parts va impedir la unió entre els federals i el govern central.
El nou Director Suprem, Juan Martín de Pueyrredón, va llançar una nova invasió al comandament de Eustoquio Díaz Vélez – el mateix que havia pactat la pau mesos abans – que va aconseguir ocupar Santa Fe durant gairebé tot el mes d'agost. Però, assetjat pels federals, va acabar per abandonar la ciutat pel riu Paraná.

### La invasió portuguesa i noves guerres civils
Malgrat els conflictes entre el Directori i Santa Fe, durant l'any 1817 no va haver-hi noves hostilitats. En part es va deure a la campanya de San Martín a Xile, i també al fet que els federals de la Banda Oriental i de Missions estaven enfrontant la Invasió Lusità-Brasilera a aquesta província.
En efecte, molt poc després de la declaració d'independència de l'Argentina del 9 de juliol de 1816, poderoses forces portugueses van envair la Banda Oriental. Quan, a principis de l'any següent, Montevideo va ser ocupada pels invasors, Artigas va demanar ajuda al govern porteño, però aquest li va enviar unes poques armes i cap tropa. Pueyrredón va voler aprofitar l'emergència que estava passant la població oriental per sotmetre-la al sistema unitari de govern. El rebuig d'aquestes condicions de part d'Artigas va significar que no va rebre ajuda alguna de part del govern central. Sense ajuda externa, Artigas es va mantenir a la defensiva en tota la Banda Oriental, encara que va ser derrotat repetidament.
Al llarg dels anys que van seguir la Revolució van existir una sèrie d'alçaments a diverses províncies de l'interior contra el govern directorial, que van ser resoltes sense intervenció de l'Exèrcit. Però, quan al desembre de 1816 es va produir la rebel·lió de Juan Francisco Borges a Santiago del Estero, l'Exèrcit del Nord va enviar tropes a enfrontar-ho. Borges va ser derrotat i executat per ordre de Belgrano. Pocs dies més tard, dues divisions de l'Exèrcit del Nord van ser utilitzades per imposar l'autoritat del Directori a Córdoba. Al comandament d'una d'elles anava el després general Juan Antonio Álvarez d'Arenals.
A partir de 1818, Pueyrredón va aprofitar la feblesa d'Artiges per llançar atacs als seus subalterns a les províncies a l'oest del riu Uruguai. Al gener d'aquest any, es va produir la invasió del sud de la província d'Entre Ríos, amb la connivència de Hereñú, iniciant la segona guerra entre el Directori i Artiges en Entre Ríos. Aquesta va ser l'ocasió en què va assumir el comandament militar d'aquesta província un dels cabdills federals més destacats, Francisco Ramírez, que va derrotar dues vegades a l'exèrcit nacional, el 4 de gener i el 25 de febrer.
En Santa Fe, el governador federal Mariano Vera contemporizaba amb el govern central, per la qual cosa va ser enderrocat pels federals més decidits, que van portar al govern a Estanislao López. Pueyrredón va respondre envaint aquesta província des del sud amb 5.000 soldats al comandament de Juan Ramón Balcarce. Aquest va ocupar fugaçment la capital però va fugir als pocs dies, arrasant i saquejant la província. El govern va enviar en la seva ajuda una divisió de l'Exèrcit del Nord al comandament de Juan Baptista Busts, però López va triar una estratègia de montonera que li va resultar molt eficaç: va deixar sense cavalls a Busts i després va hostilitzar contínuament a Balcarce durant setmanes, fins a obligar-ho a abandonar la província.
Una nova invasió porteña, de principis de 1819, va ser comandada per Juan José Viamonte des de Buenos Aires, i per Busts des de Córdoba. López va repetir la seva estratègia: va enfrontar a Busts en la Batalla de la Ferradura i ho va obligar a retrocedir. De seguida va voltar a Viamonte en Rosario, fins a obligar-ho a signar un armistici.

### L'Anarquia de l'Any 20
Durant els primers mesos de 1819 no va haver-hi enfrontaments civils a les Províncies Unides. Però el nou Director Suprem, el general Rondeau, va decidir lliurar-se dels federals amb ajuda dels portuguesos que ocupaven la Banda Oriental. En assabentar-se, Artigas va encarregar a Ramírez i López que ataquessin el Director Suprem a la pròpia província de Buenos Aires.
Per la seva banda, Rondeau va ordenar a l'Exèrcit dels Andes i a l'Exèrcit del Nord que es traslladessin a Buenos Aires, per atacar Santa Fe. San Martín va desobeir obertament, mentre Belgrano va renunciar al comando de l'Exèrcit del Nord, encara que aquest es va traslladar cap a Buenos Aires sota el comandament de Francisco Fernández de la Creu.
Però l'autoritat del Director s'esfondrava ràpidament: la major part de l'interior de la província de Córdoba estava en mans de montoneros. En el mes de novembre es va revoltar la petita guarnició de l'Exèrcit del Nord que havia quedat en Tucumán i va portar al govern a Bernabé Aráoz, que va incorporar aquestes forces a les de la seva província. A principis de gener següent es va revoltar el Batalló Nº 1 de Caçadors dels Andes en Sant Joan, nomenant al cap de la revolta, Mariano Mendizábal, governador de la Província de San Juan de la Frontera, separada de la de Que el seu. Això va restar un bon nombre als efectius que anaven a participar en la campanya llibertadora del Perú.
El 8 de gener de 1820, l'Exèrcit del Nord es va revoltar en Arequito, negant-se a seguir participant en les guerres civils; no obstant això la seva declarada intenció de tornar al capdavant nord, aquestes forces quedarien incorporades a la Província de Córdoba, on el cap de la revolta, Juan Baptista Busts, seria nomenat governador.
De manera que Rondeau havia perdut tota la seva autoritat fora de la Província de Buenos Aires; no obstant això, va marxar a enfrontar a Ramírez i López al capdavant de 2.000 homes. L'1 de gener va xocar amb 1.600 federals en la Batalla de Cepeda: davant un error tàctic de Rondeau, una ràpida càrrega de cavalleria federal va aconseguir per dispersar per complet la cavalleria directorial, inclòs el general Rondeau. La resta de l'exèrcit es va dirigir a San Nicolás de los Arroyos, des d'on s'embarcaria cap a Buenos Aires.
Anunciant que no anaven amb tren de conquesta, sinó a salvaguardar les seves institucions, els caps vencedors van avançar cap a la capital. A la capital, el general Soler va declarar deposat a Rondeau i el Congrés de Tucumán es va declarar a si mateix dissolt l'11 de febrer. Per pressió de López i Ramírez, va ser elegit governador Manuel de Sarratea, que el 23 de febrer va signar amb els cabdills el Tractat del Pilar.
A partir d'aquest moment, cada província es va governar per si mateixa, i les restes de l'exèrcit nacional a les províncies, inclosa la de Buenos Aires, hi van ser incorporats.
Com a força nacional, l'única que es va salvar va ser la part de l'Exèrcit dels Andes que estava acantonada a Xile, més les que San Martín va aconseguir a retirar cap a aquest país després de la revolució en Sant Joan.
Poc abans de la Batalla de Cepeda havia ocorregut una altra novetat significativa: Artigas havia estat derrotat definitivament en la batalla de Tacuarembó i havia evacuat la Banda Oriental cap a la Mesopotàmia. L'ocupació de la Província Oriental per part de Portugal era definitiva, i aquesta seria poc després incorporat al Regne Unit de Portugal, Brasil i Algarve com a Província Cisplatina.
L'any i mig que va seguir la dissolució del poder central, Ramírez va derrotar i va exiliar definitivament a Artigas, i López va derrotar i va causar la mort de Ramírez. Per la seva banda, Buenos Aires va quedar sotmesa a una profunda anarquia durant deu mesos. Els tractats de Benegas i del Quadrilàter estabilitzarien les relacions entre les províncies, però fracassarien a reorganitzar el poder central.

### Lluites en el Nord-oest

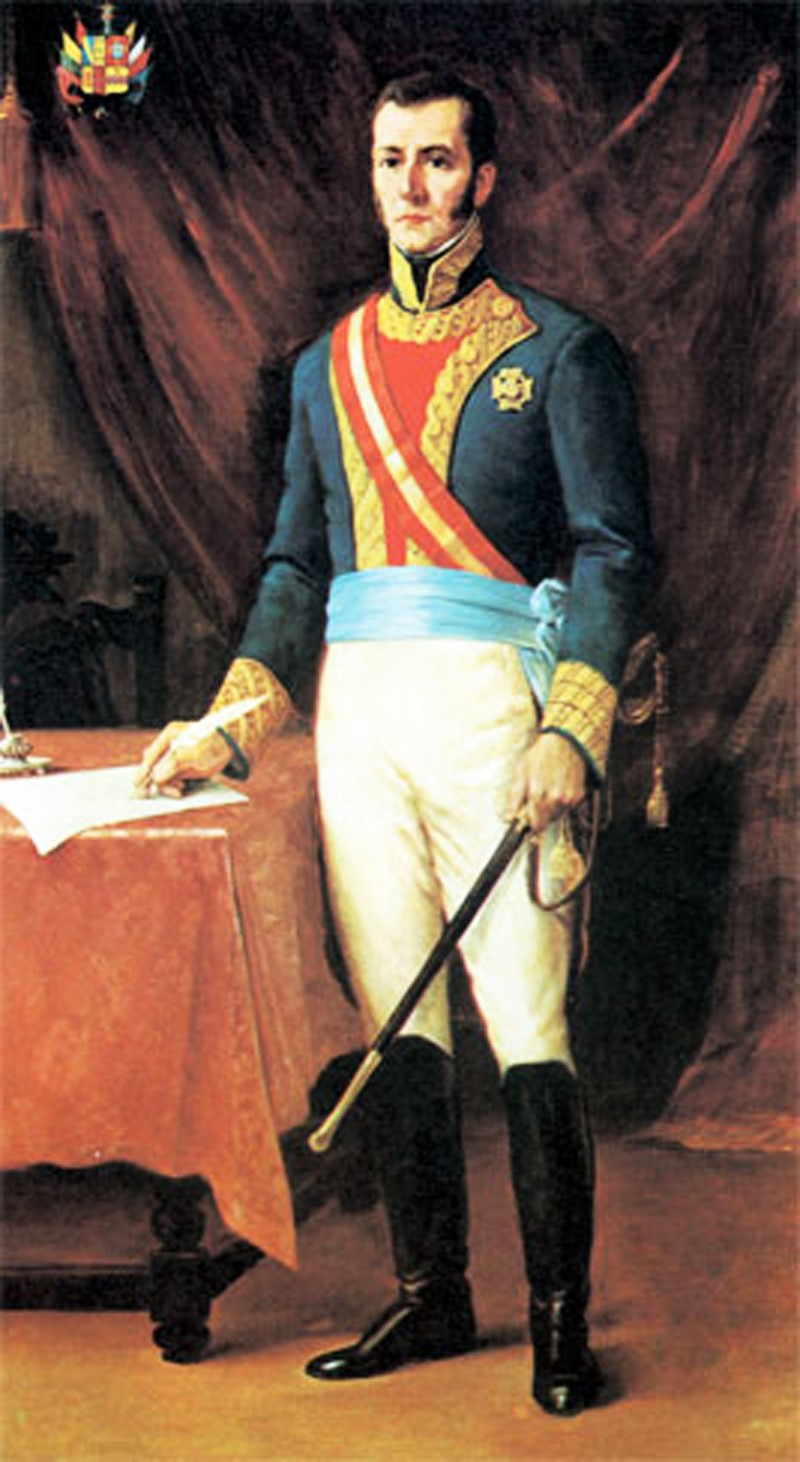
El general José de la Serna va dirigir dues invasions a Salta i més tard va ser virrei del Perú.

A partir de 1816, la defensa de la província de Salta havia quedat en mans del governador Güemes, mentre l'exèrcit de Rondeau es retirava cap a Tucumán, on es va encarregar de la protecció del recentment format Congrés de Tucumán. En el mes d'agost seria – va ser reemplaçat com a comandant de l'exèrcit pel general Belgrano. Aquest tampoc va poder llançar cap atac cap al nord. Per contra, el seu exèrcit es va veure disminuït perquè moltes tropes i oficials van ser traslladats a l'Exèrcit dels Andes.
Per la seva banda, el Congrés va declarar la Independència de les Províncies Unides en Sud Amèrica el 9 de juliol de 1816. Va ser un gest molt significatiu, tenint en compte que a aquesta data les Províncies Unides eren l'últim país que seguia enfrontant a l'imperi espanyol a Amèrica.
El setembre del 1816, després del nomenament de Pezuela com virrei del Perú, va assumir el comando el general José de la Serna, que al capdavant d'un gran exèrcit es va llançar a una ambiciosa invasió de les Províncies Unides a finalitats d'octubre. Va ser obligat a retrocedir per les successives victòries dels gauchos de Güemes.
Belgrano va intentar ajudar a Güemes enviant des de Tucumán una expedició al comandament del coronel Lamadrid, amb 350 homes, per tallar les línies de comunicació reialistes. Lamadrid va obtenir algunes victòries, la principal d'elles el 14 d'abril de 1817 en La Tablada, al costat de Tarija, per la qual cosa es va llançar a l'interior de l'Alt Perú. Va arribar a atacar la ciutat de Chuquisaca; però va ser derrotat i va haver de retirar-se. Va tornar a Tucumán a la fi de juliol de 1817. Aquesta va ser l'última ofensiva de l'Exèrcit del Nord en l'Alt Perú. Durant els anys següents, els gauchos de Güemes les hi van arreglar solos per rebutjar diverses invasions més, encara que menys massives que la de 1817. Si bé l'Exèrcit del Nord no va aportar tropes, alguns oficials van passar a servir en les forces salteñas.

### Expedició Libertadora a Xile

#### Pla de San Martín

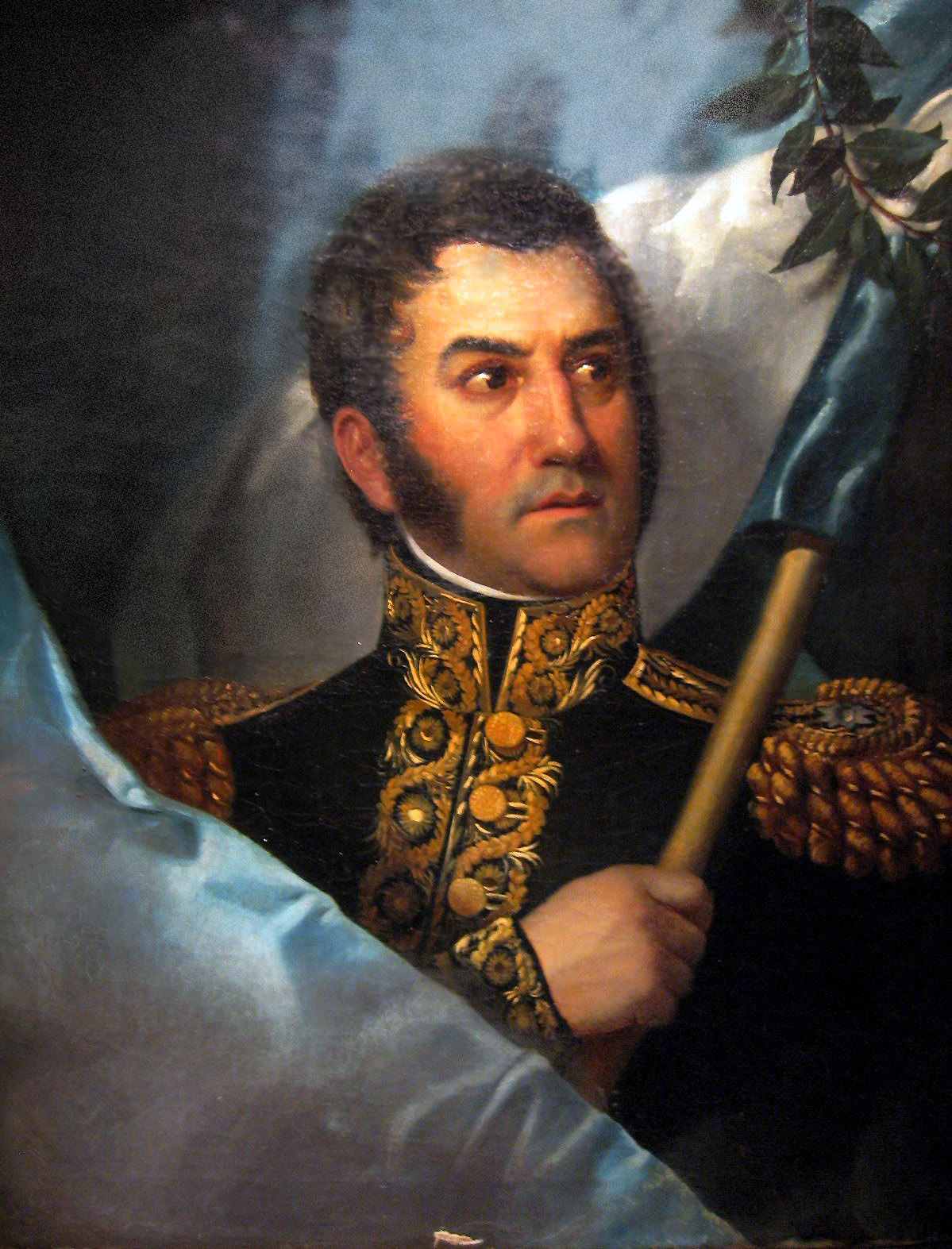
General José de San Martín.

La Capitania General de Xile s'havia independitzat en forma relativament incruenta, però a principis de 1813 una ofensiva des de Perú va començar la guerra d'independència en aquest país. Un Batalló d'Auxiliars Argentins, format per 257 soldats d'infanteria de línia procedents de Cuyo i Córdoba va participar en aquesta, amb activa participació en els combats de Cucha Cucha i Membrillar, fins a poc abans de la derrota decisiva de Rancagua. Estaven al comandament de Marcos Balcarce i Juan Gregorio de les Heras.
Després de la derrota, tant els auxiliars argentins com a gran quantitat de civils i uns 600 militars xilens van emigrar a Mendoza. Allí van ser protegits pel general San Martín, governador de la Província de Que el seu.
San Martín havia renunciat a l'Exèrcit dels Andes per haver arribat a la conclusió que era inútil intentar avançar per l'Alt Perú mentre l'administració colonial a Lima pogués sostenir els esforços militars a la regió. L'objectiu central era el centre de la resistència, Lima, que podria ser aconseguit per mar, des de Xile. La idea original l'hauria tingut durant el seu pas per Anglaterra, prenent la idea dels antics projectes britànics de conquesta d'Amèrica del Sud, o bé per ordre d'autoritats militars britàniques. Caiguda Llima, San Martín afirmava que seria molt més fàcil derrotar a la resta dels reialistes d'Amèrica del Sud. Aquest era l'anomenat "Pla Continental" de San Martín.
La reconquesta espanyola de Xile va complicar els plans de San Martín, per la qual cosa aquest va decidir llibertar primerament aquest país. Va reforçar els recursos militars de la seva província, i va incorporar als oficials i les tropes xilenes a aquests. Els Auxiliars Argentins es van ser reorganitzats com a Regiment N° 11 d'Infanteria, al comandament del coronel Les Heras.
Abans de finals de 1814 es van incorporar noves tropes i armament portat des de Montevideo, i a l'any següent va incorporar gran quantitat de voluntaris de Que el seu, a més d'una gran lleva de vagues i la incorporació de tots els esclaus homes de la província. També es va incorporar el Regiment de Granaders a cavall, arribant a finalitats d'aquest any a 3.887 homes. A partir de 1816 s'incorporarien alguns cossos i molts oficials vinguts des de l'Exèrcit del Nord; i agost de 1816, les tropes organitzades per San Martín van anar oficialment batejades com a "Exèrcit dels Andes".
Instal·lat l'Exèrcit per al seu entrenament en El Plumerillo, va organitzar allí una fàbrica d'armaments i uniformes, que va posar a ordres del frare Luis Beltrán, i va encarregar a José Antonio Álvarez Condarco la realització d'un plànol dels principals creuaments dels Andes. El Director Pueyrredón va enviar tota l'ajuda que va poder, incloent reforços militars, diners, aliments, armes, uniformes i municions en gran quantitat.
El Capità General Casimiro Va marcar del Pont comptava amb 5.500 homes i amb l'avantatge de la defensa. Per això San Martín li va fer creure alternativament que anava a envair pel sud o pel nord del país, valent-se para això d'informacions falses i dels indígenes pehuenches, obligant-ho a fraccionar les seves tropes a tot el llarg de Xile.

#### Encreuament dels Andes
El gener de 1817 van iniciar l'Encreuament dels Andes 5.350 homes. 2.334 eren tropes d'infanteria, dividida en quatre batallons, amb quatre companyies de fusellers, una companyia de granaders i una companyia de volteadores cadascun. Els 1.395 homes de cavalleria estava composta de quatre esquadrons, un regiment sencer de Granaders a cavall i un esquadró escorta. L'artilleria, servida per 258 homes, estava composta de 17 peces. La resta dels homes eren tropa auxiliar, que conduïa 7.250 mules de cadira, 1.929 mules de càrrega i 1.200 cavalls de batalla. També s'havien inclòs equipament per facilitar el pas per la serralada, entre ells ponts penjants, un hospital portàtil i bestiar en peus. En honor de la participació xilena en la campanya, aquesta es va fer sota la Bandera de l'Exèrcit dels Andes, no de la Bandera Argentina.
L'encreuament es va realitzar simultàniament per sis rutes diferents: les dues principals estaven al comandament del general Les Heras – que va creuar pel Pas de Uspallata – i el propi San Martín, que ho va fer pel pas dels Ànecs. Ambdues columnes s'unirien per atacar la ciutat de Santiago de Xile. Altres quatre columnes havien d'operar al nord i al sud de les principals, pels passos de Menja Cavalls (al comandament de Francisco Zelada), Guana (al comandament de Juan Manuel Cabot), Portillo (al comandament de José León Lemos) i Planchón (al comandament de Ramón Freire).
Les columnes de Cabot i Freire van ocupar algunes places en el nord i sud del país, mantenint part de les tropes xilenes allunyades de la capital. Per la seva banda, les dues columnes principals van haver de buidar el seu camí amb diversos combats menors – en Achupallas, Les Coimas i Guàrdia Vella – abans d'unir-se el 9 de febrer en Els Andes.

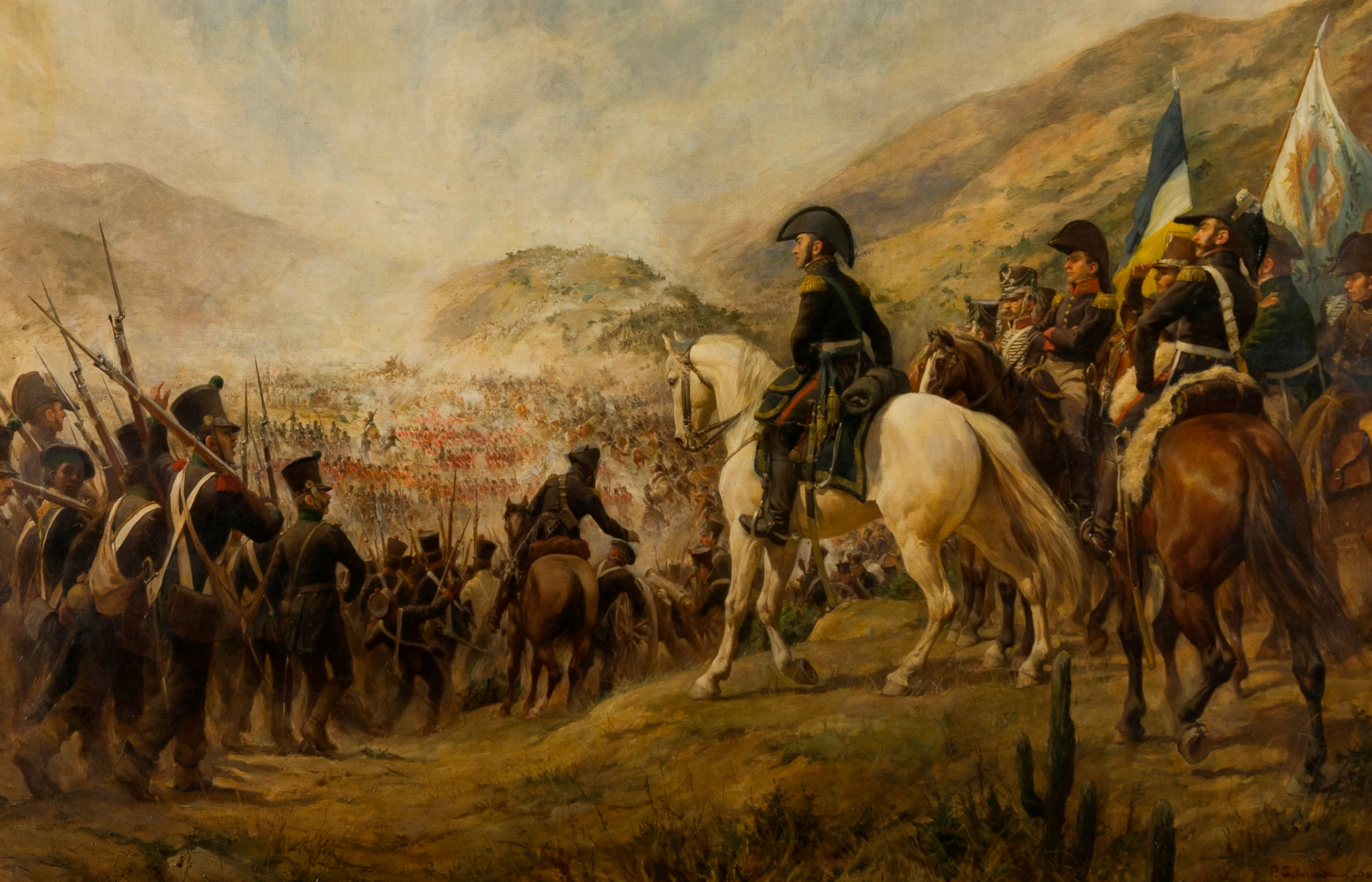
La Batalla de Chacabuco, segons l'oli de Pedro Subercaseaux.

#### De Chacabuco a Maipú
El 12 de febrer, les dues columnes principals unides van xocar amb les forces reialistes del coronel Rafael Maroto en la Batalla de Chacabuco; malgrat que el general xilè Bernardo O'Higgins es va apressar i va posar en perill les forces patriotes, quan aquest va poder posar en joc totes les seves tropes la victòria va quedar del costat de San Martín. Els reialistes van perdre 500 morts i 600 presoners, enfront de 130 morts i 180 ferits patriotes.
L'endemà passat, l'Exèrcit dels Andes va entrar a Santiago i O'Higgins va ser nomenat pel cabildo "Director Suprem de l'Estat de Xile", iniciant el període conegut com la Pàtria Nova. San Martín va ser nomenat comandant del "Exèrcit Unit Libertador de Xile", una agrupació militar formada per les unitats del "Exèrcit dels Andes" més les formacions xilenes que es van incorporar.
Els reialistes es van fortificar en Concepción, recolzats per la marina de guerra fondejada en el proper port de Talcahuano, el comandant del qual era el coronel José Ordóñez. Cap allí va ser enviada una avançada al comandament de les Heras, que va derrotar a Ordóñez en els combats de Curapaligüe i Esparver. Els reialistes es van replegar sobre la fortificada Talcahuano. A mitjan aquest any, O’Higgins va posar lloc a Talcahuano amb una mica més de 2.000 homes, però la ciutat estava ben proveïda per mar des del Perú i va resistir. Per això O’Higgins va pretendre assaltar Talcahuano el 6 de desembre amb 3.77 homes, però l'operació va fracassar i els atacants – especialment les forces de les Heras – van sofrir greus baixes.
El gener de 1818 va desembarcar en Talcahuano el general reialista Mariano Osorio, amb 3.000 homes de reforç i 12 peces d'artilleria; sumats als 1.600 homes d'Ordóñez, va bolcar la relació al seu favor, obligant a O’Higgins a retrocedir. San Martín es va unir a les forces d'aquest prop de Talca, però el 19 de març va ser sorprès per un atac nocturn en la Batalla de Pista Rayada.

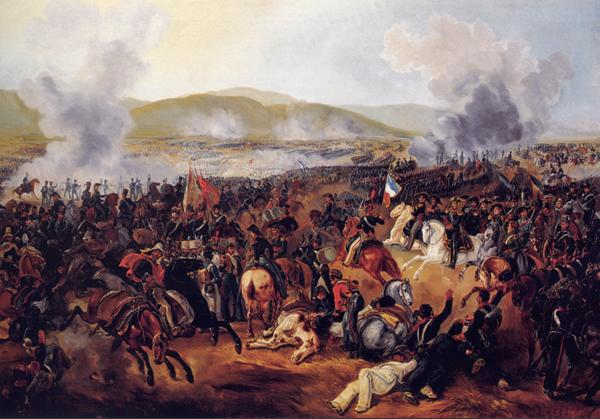
La Batalla de Maipú.

Malgrat la pèrdua de gran quantitat d'armament, San Martín va retrocedir fins a Santiago i va reorganitzar novament l'Exèrcit unit. Quinze dies més tard, el 5 d'abril, en la Batalla de Maipú, la superioritat tàctica de San Martín va donar als 5.050 patriotes la victòria més absoluta enfront dels 5.300 reialistes. Aquests van perdre 2.000 morts i 3.000 presoners, mentre els patriotes van tenir 1.000 morts: va ser la batalla més sagnant de les guerres d'independència de l'Argentina i de Xile. La independència de Xile quedava assegurada.
Durant els anys següents, les tropes reialistes es van mantenir en diferents punts del sud de Xile, en contínua retirada; les forces argentines van exercir com a auxiliars de les xilenes, però van fracassar en els seus repetits intents d'ocupar Chillán. Quan aquesta ciutat va ser finalment ocupada, l'última participació de l'Exèrcit argentí en la guerra d'independència xilena va ocórrer en la Batalla del Bío al gener de l'any 1819. D'allí d'ara endavant, la defensa de la causa del rei a Xile estaria en mans de les partides irregulars d'origen xilè, que continuarien una guerra de guerrilles. La resposta de l'exèrcit xilè a aquesta estratègia, l'anomenada guerra a mort, no va comptar amb participació argentina, ja que les forces d'aquest origen es van concentrar en el nord del país per preparar la campanya libertadora del Perú.

### Expedició llibertadora al Perú

#### Estratègia conjunta
Aconseguida la independència de Xile, el Pla Continental de San Martín va passar a l'etapa següent: l'atac directe a Lima. L'estratègia de San Martín era embarcar l'Exèrcit Unit Libertador del Perú – format per l'Exèrcit dels Andes i part de l'Exèrcit de Xile – i desembarcar-ho a la rodalia de la capital.
Malgrat l'enorme esforç del govern, l'esquadra xilena era clarament insuficient per a enfrontar la flota espanyola del Pacífic, per la qual cosa San Martín va contractar diversos bucs a Gran Bretanya, i al marí Thomas Cochrane per a dirigir l'esquadra. Durant l'any 1819, Cochrane va afeblir a l'esquadra espanyola en diversos atacs, preparant la campanya.
D'altra banda, per 1820 les forces reialistes totals a Perú sumaven 24.000 homes, dividides entre l'Alt Perú (7.000), el Perú (8.000) i el litoral marítim, des d'Arica a Guayaquil (9.000). San Martín mai podria traslladar tropes suficients per fer front a semblant enemic, per la qual cosa va decidir reunir aportacions i simpaties en territori peruà. La idea consistia a desembarcar en el sud del Perú, atraient a l'enemic cap a ell, enviar una campanya a conquistar part de l'interior, i reembarcar la resta de l'Exèrcit cap al nord del país, esperant que la campanya militar i propagandística fes efecte.
Tenia al seu favor un factor inesperat: el primer dia de l'any 1820 havia esclatat una revolució que havia iniciat l'anomenat Trienni Liberal a Espanya, que es va afeblir en lluites entre absolutistes i liberals.
En canvi, jugava en contra la falta de suport del govern rioplatense, dissolt al febrer. Els oficials de l'Exèrcit dels Andes van signar l'Acta de Rancagua, pel qual van declarar que, malgrat que el govern que havia conferit la seva autoritat a San Martín ja no existia, aquest seguiria sent el seu comandant.

#### Campanya del Perú
El 20 d'agost va partir de Valparaíso l'Expedició llibertadora del Perú, amb 4118 soldats i 296 oficials, dels quals uns 750 eren rioplatenses, sota el comandament del general San Martín. Desembarcaoron a principis d'agost en Paracas, propera a la vila de Pisco, i des d'allí va partir una divisió al comandament del general Juan Antonio Álvarez d'Arenals a internar-se en la Serra.
La campanya de la Serra va ser molt reeixida, i va demostrar que podia travessar el Perú sense oposició. Va obtenir una victòria important en la Batalla de Pasco el 6 de desembre, abans de reincorporar-se a l'exèrcit de San Martín.
Per la seva banda, San Martín es va reembarcar i es va traslladar per mar a Huaura i després en Ancón, al nord del Perú, on va iniciar negociacions diplomàtiques amb el virrei. Aprofitant hàbilment les divisions entre els reialistes – que van portar al reemplaçament del virrei Pezuela per De la Serna – San Martín va forçar l'abandó de Lima per part dels reialistes. La capital va ser ocupada sense lluita, i el 28 de juliol San Martín va declarar la Independència del Perú. Sis dies més tard, San Martín era nomenat Protector del Perú. També les ciutats de Guayaquil i Trujillo es van pronunciar per la independència.
Però no tot el Perú havia estat alliberat. Una sèrie de combats menors, com la captura de Callao, el Combat de Mirave i uns altres no van aconseguir avanços consistents en el sud del Perú, on De la Serna comptava amb el poderós exèrcit de l'Alt Perú i la lleialtat de la població.
Mentrestant, la ciutat de Guayaquil havia sol·licitat la protecció de Simón Bolívar – que acabava d'acabar la campanya d'independència de la Gran Colòmbia – per acabar amb el poder reialista a Quito. Malgrat l'habilitat del general Antonio José de Sucre, que va assumir el comandament de les forces de Guayaquil, la campanya no va aconseguir l'èxit esperat. Per això San Martín va enviar auxilis a Sucre, amb els quals aquest va aconseguir acabar la campanya. Les forces argentines – en particular els Granaders de Juan Lavalle, vencedor en la Batalla de Riobamba i la infanteria de José Valentín de Olavarría – van tenir una participació molt destacada en la victòria final, obtinguda en la Batalla de Pichincha, del 24 de maig de 1822.

#### Fi de la Guerra d'Independència
Veient que no aconseguia vèncer als reialistes sense ajuda externa – el govern porteño s'havia desentès completament de la guerra – i que només Bolívar la hi podia aportar, San Martín es va entrevistar amb ell en Guayaquil el 26 de juliol. Davant la impossibilitat de conciliar les estratègies respectives, San Martín va presentar la seva renúncia i va encarregar al libertador del nord concloure la campanya.
Les forces argentines van passar a dependre de l'exèrcit de Bolívar. Abans de ser completament absorbides, una part de les mateixes – 1.700 rioplatenses al costat d'1.390 peruans i 1.200 xilens – va participar en la Campanya a Ports Intermedis, que va acabar en un desastre després de les derrotes en les batalles de Torata i Moquegua.
Gran part de la resta de les forces d'origen rioplatenses – en resposta al retard dels pagaments i la seva situació d'extrema pobresa – es va revoltar i va lliurar la ciutat del Callao als reialistes.
La resta de les forces rioplatenses, uns pocs centenars, van tenir una actuació destacada en les batalles de Junín i Ayacucho, amb les quals va acabar la guerra d'independència en el Perú.
Una última campanya sobre l'Alt Perú, comandada pel general Arenals en el seu caràcter de governador de la Província de Salta no va tenir cap efecte en el final de la guerra en aquesta regió, que es va produir el 1d'abril de 1825, amb la mort del general Pedro Antonio Olañeta en el Combat de Tumusla.

### Guerra contra el Brasil

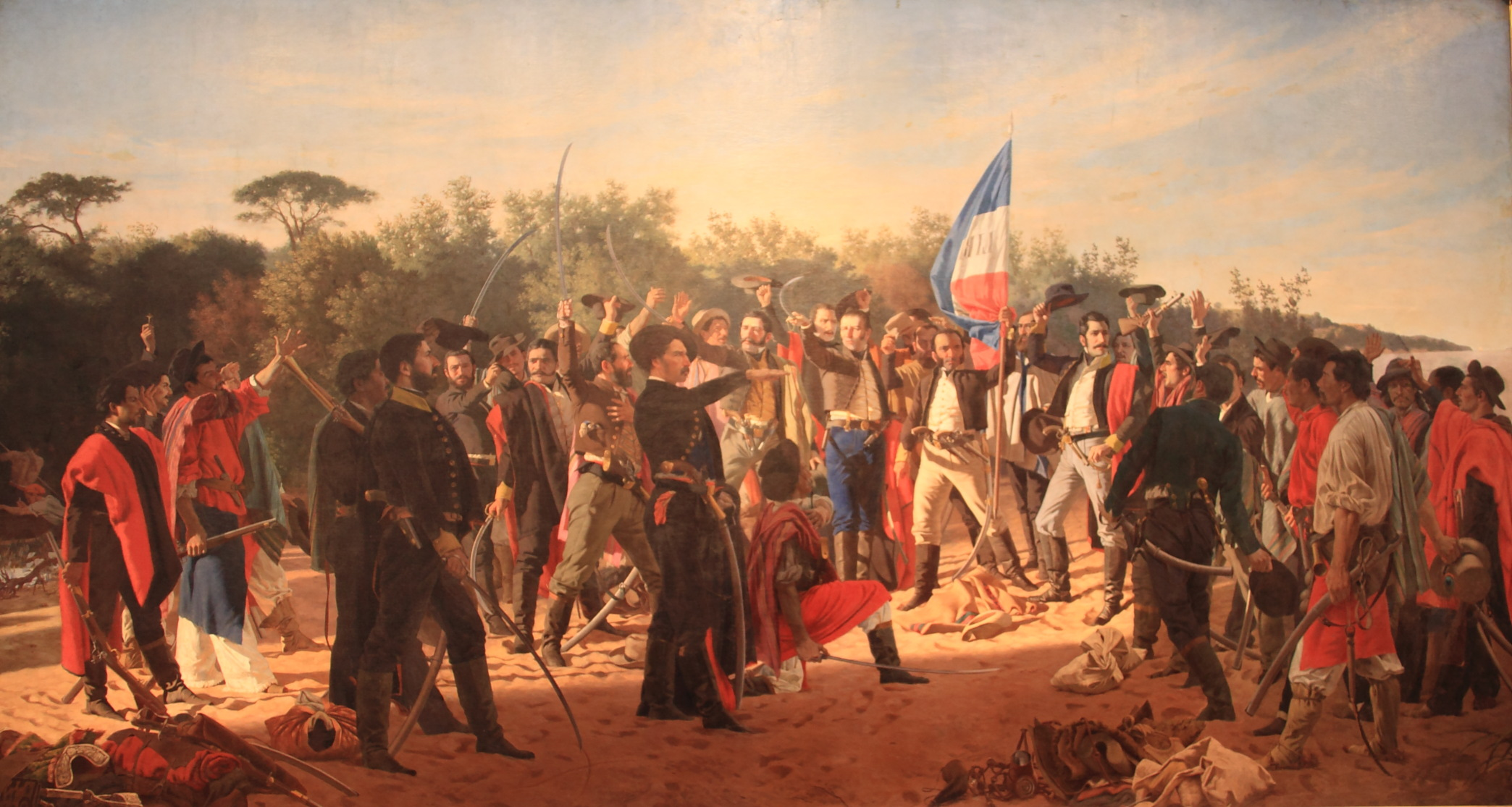
"El jurament dels trenta-tres orientals" per Juan Manuel Blanes.

Des de la dissolució del govern central en 1820 va desaparèixer l'Exèrcit Argentí. Cada província, completament autònoma de les altres, tenia el seu propi exèrcit, en part derivat de despreniments de l'Exèrcit nacional, a més de les seves milícies, dedicades a proveir seguretat a les zones rurals. L'última resta de l'exèrcit expedicionari al Perú, les tropes del Regiment de Granaders a cavall, va arribar a Buenos Aires a mitjan 1826, i va ser dissolt als pocs dies.
La Banda Oriental havia estat incorporada a l'Imperi del Brasil com Província Cisplatina amb l'anuència d'una part de la seva població, mentre els militars que havien combatut contra la invasió portuguesa romanien en l'exili, o bé eren severament vigilats pel govern ocupant.
El 19 d'abril de 1825 es va iniciar des de Buenos Aires la campanya dels Trenta-tres Orientals, liderats per Juan Antonio Lavalleja, que aspiraven a independitzar-se del Brasil i reincorporar-se a les Províncies Unides. En pocs dies, van sumar el suport de milers de compatriotes, que es van unir a l'exèrcit i van derrotar els brasilers en la batalla de Sarandí. A continuació van posar setge a Montevideo, i el 25 d'agost, el Congrés de La Florida declarava l'annexió a les Províncies Unides.
A Buenos Aires estava reunit, des de l'any anterior, el Congrés General Constituent, amb la missió de reunificar les Províncies Unides. Malgrat la simpatia que despertava el moviment emancipador oriental, aquest no comptava amb mitjans per recolzar-ho, almenys fins a tant s'organitzés un poder central, que al seu torn hauria d'esperar la sanció d'una constitució. Però va prevaler el suport popular a la campanya, i el 25 d'octubre la Província Oriental va ser oficialment reincorporada a les Províncies Unides. En resposta, el dia 10 de desembre l'Imperi va anunciar la declaració de guerra a les Províncies Unides, que va ser resposta l'1 de gener de 1825 pel Congrés.
La província de Buenos Aires havia creat un ”Exèrcit d'Observació”, que es va instal·lar en Entre Ríos. No era un exèrcit nacional, però tenia una missió en cert sentit nacional.
El 8 de febrer, el Congrés va decidir – considerant que una guerra nacional havia de ser portada endavant per un govern nacional – crear un poder executiu, amb la denominació de President de les Províncies Unides, càrrec pel qual va nomenar a Bernardino Rivadavia. Aquest gest va caure malament a les províncies interiors, que van reclamar que no s'hagués sancionat abans una constitució. A aquesta reacció es deu que el suport de les províncies interiors a la campanya militar anés molt minso. D'altra banda, la intromissió l'els assumptes interns de les províncies de diversos oficials que havien estat enviats a l'interior a reclutar soldats va impedir la incorporació de tropes de moltes províncies a l'Exèrcit nacional. Les posteriors accions del Congrés, en particular la sanció de la Constitució Argentina de 1826, de net tall unitari, rebutjada per la majoria de les províncies de l'interior, van disminuir encara més l'aportació de les províncies a l'esforç bèl·lic.

### Campaña de l'Exèrcit Republicà
El president va organitzar un exèrcit gairebé enterament als voltants de Buenos Aires, encara que al mateix se li van addicionar les tropes acantonades en Entre Ríos i alguns contingents vinguts de les províncies interiors. El dia 31 de maig, un decret de Rivadavia creava l'Exèrcit argentí, que seria conegut pels historiadors com a Exèrcit Republicà, com a contrast amb l'Exèrcit Imperial.
El ministre de guerra, Carlos María d'Alvear va equipar generosament a l'Exèrcit, i va anar posteriorment nomenat el seu comandant. Va assumir el comandament al setembre Durazno. El gruix de l'Exèrcit va ser traslladat per aigua fins a la Província Oriental, i al mateix se li van incorporar les tropes de Lavalleja. No obstant això, si bé van actuar com avançada de l'Exèrcit Republicà, les tropes orientals es van manejar amb gran autonomia.
Després d'una sèrie de xocs menors, les tropes brasileres van quedar dividides en dos cossos: una part defensava la ciutat de Montevideo, i l'altra estava situada al nord-est de la Província Oriental, tant en territori d'aquesta com a la veïna Rio Grande do Sul.
Amb la intenció de definir la guerra, en els primers dies de 1826 el general Alvear va avançar a la recerca de l'exèrcit imperial al comandament de 12.000 homes. La ràpida marxa que va realitzar per introduir-se entre les dues divisions imperials que es retiraven lentament es va frustrar pel mal temps que va obligar a l'Exèrcit Republicà a romandre diversos dies inactiu en Bagé. Unit l'Exèrcit Imperial, Alvear va partir finalment en la seva cerca, i després de dispersar a les divisions volants en Bacacay, i Ombú, ho va obligar a presentar batalla en Ituzaingó el 20 de febrer. Aquest enfrontament entre 7.700 republicans i 6.300 brasilers va ser una victòria brillant de l'Exèrcit Argentí.
Però la negligència d'Alvear a perseguir a l'enemic fins a destruir-ho completament va malmetre els beneficis de la victòria. L'exèrcit imperial es va reposar, i l'argentí va començar a sofrir penúries, particularment falta d'aliments, uniformes i municions. Encara es van poder obtenir dues victòries més, en Camacuá i Yerbal, però l'Exèrcit es va veure obligat a adoptar una posició defensiva sobre el riu Yaguarón.
L'Exèrcit argentí va quedar sota el comandament del cap dels orientals, Lavalleja; sota el seu comandament va regnar la indisciplina, i la falta de pagament va generalitzar les desercions.

### Dissolució de l'Exèrcit
La permanència de l'Exèrcit Imperial prop de la frontera nord de la Província Oriental va impedir reforçar el lloc de Montevideo, que d'altra banda era eficaçment sostinguda per l'esquadra brasilera. La guerra naval, conduïda del costat argentí per Guillermo Brown, va permetre obtenir diverses victòries notables, com les dels Pous, Juncal i Carmen de Patagones, la desproporció en armament naval era massa gran a favor de l'Imperi. Van bastar unes quantes derrotes, com les de Quilmes i Muntanya Santiago, per tancar un estricte bloqueig naval sobre Buenos Aires i el Paraná.
Pressionat pel bloc brasiler, pels comerciants anglesos i per la missió diplomàtica de John Ponsonby, ministre plenipotenciario de Gran Bretanya, Rivadavia va encomanar a Manuel José García arribar a una pau honorable amb l'Imperi. Aquest va decidir pel seu compte signar una Convenció Preliminar de Pau el 24 de maig de 1827, que des del punt de vista argentí equivalia a una rendició, ja que la República Argentina – ja es deia oficialment així, des de la sanció de la Constitució de 1826 – renunciava a la Província Oriental. El pèssim acolliment de la notícia de la Convenció Preliminar en l'opinió pública i al Congrés va obligar a Rivadavia a rebutjar-ho, i així i tot es va veure obligat a renunciar. En el seu lloc va ser elegit governador de Buenos Aires Manuel Dorrego, que va intentar continuar la guerra, encara que va haver d'enfrontar pressions en contra seva encara més fortes que les que havia sofert Rivadavia.
Amb la intenció d'obligar a l'Imperi a negociar des d'una posició menys dominant, Dorrego va ordenar – més exactament va autoritzar – una campanya dirigida per Estanislao López i Fructuoso Rivera para reconquistar les Missions Orientals, ocupades per Portugal en 1801. La campanya va ser un èxit, però va causar una reacció negativa en l'emperador Pere I, que va decidir continuar la guerra a qualsevol cost i rebutjar qualsevol consideració que tingués en compte la situació en les Missions Orientals.
Mentrestant, Lavalleja s'anava convencent progressivament que l'única opció possible a la recuperació de la Província Oriental per l'Imperi era la seva independència, i va pressionar als seus diputats i al propi governador porteño en aquest sentit. Dorrego va acabar per rendir-se a l'evidència i a l'agost de 1828 va signar la Convenció Preliminar de Pau amb l'Imperi, que posava fi a la Guerra Cisplatina i creava l'Estat Oriental de l'Uruguai.
Les tropes orientals van passar a ser l'exèrcit del nou estat, i les argentines – els caps de les quals se sentien traïts per Dorrego – van tornar a Buenos Aires en dues divisions. La primera a arribar, comandada per Juan Lavalle, estava formada per tropes porteñas, i va ser utilitzada per enderrocar a Dorrego. Després de la guerra civil que va seguir, va acabar per ser unificada amb l'exèrcit de la Província de Buenos Aires pel seu vencedor, Juan Manuel de Rosas.
La segona divisió, comandada per José María Paz, es va dirigir a l'interior, on va ser utilitzat per enderrocar el governador cordovès Juan Baptista Busts i derrotar els seus aliats, especialment al de La Rioja, Juan Facundo Quiroga. Al llarg de la segona guerra entre unitaris i federals a l'interior, tant Paz com Quiroga van comandar exèrcits interprovinciales, i tots dos van anunciar que ho feien en nom de tot el país. No obstant això que la victòria va quedar en definitiva en mans de Quiroga, no va tornar a organitzar-se cap exèrcit argentí. El Pacte Federal, que va ser signat per totes les províncies argentines en 1831, organitzava les relacions entre les províncies; en el militar, establia que el comandament de qualsevol exèrcit inter o supraprovincial quedaria al comandament del governador de la província en què es combatés.

### Causes
En 1836 es va formar la Confederació del Perú i Bolívia governada pel general Andrés de Santa Creu, que estava composta pels actuals països de Perú i Bolívia, incloent alguns territoris que actualment pertanyen a Xile. La mateixa, amb intencions expansionistes, va representar una amenaça per a Xile, qui li va declarar la guerra. Incitat pel govern xilè, i a causa de la qüestió de Tarija – que havia estat annexada a Bolívia en anys anteriors – i al suport dels oficials de Santa Creu a campanyes d'invasió per part d'exiliats unitaris, el governador de Buenos Aires, Juan Manuel de Roses, va trencar relacions amb la confederació el 13 de febrer de 1837, i va declarar la guerra al mariscal Santa Creu el 19 de maig.
D'acord amb el Pacte Federal, el comandament hauria d'haver recaigut en el governador de la Província de Jujuy, però el 8 de maig, Roses, en el seu caràcter d'encarregat de les relacions exteriors i guerra, va nomenar comandant de l'Exèrcit del Nord al governador de la Província de Tucumán, Alejandro Heredia, en el seu caràcter de general de major antiguitat del nord-oest del país. Atès que no pretenia participar personalment en la guerra, aquest va nomenar cap d'Estat Major al seu germà, general Felipe Heredia, governador de la província de Salta.

### Segle XX

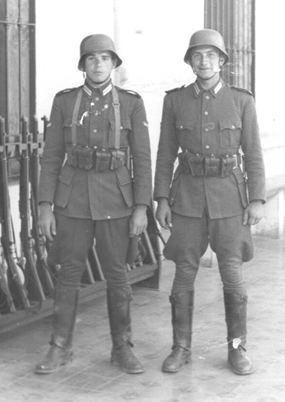
Soldats en 1938.

Al segle xx l'Exèrcit Argentí va passar per diverses etapes: en les albors del segle l'Exèrcit Argentí es presentava com un dels més poderosos de Sud-amèrica, per haver fet grans adquisicions armamentístiques com el reemplaçament dels fusells de retrocarga lenta Remington pels moltíssim més eficients fusells Mauser Mod. Argentí, o la construcció del Cuirassat tipus Dreadnought San Martín, a causa del possible conflicte amb Xile.
A partir dels anys 1920, va començar a Argentina una forta però vetllada intervenció de les Forces Armades en la política partidària, intervenció que es va fer palesa amb el primer Cop d'estat dirigit per José Félix Uriburu i Agustín Pedro Justo els quals van enderrocar mitjançant un ràpid cop al President constitucional Hipólito Yrigoyen el 6 de setembre de 1930. A partir d'aquest cop el sistema polític argentí va trigar una mica més de 50 anys per recuperar la seva tradició democràtica, i retornar al fet que la ciutadania triés governs estables i duradors mitjançant el vot en eleccions lliures.
Al llarg del període entre 1930 i 1983 l'Exèrcit va participar directament dels cops d'estat de 1930, 1943, 1955, 1962, 1966 i 1976 i en uns altres va participar indirectament llevant o donant suport a governs.
El 24 de març de 1976 els caps de les Forces Armades Argentines van executar un cop d'Estat enderrocant la presidenta constitucional María Estela Martínez de Perón. Va assumir una junta dels Comandants de les tres branques: el tinent general Jorge Rafael Videla, l'almirall Emilio Eduardo Massera i el brigadier general Orlando Ramón Agosti, comandants generals de l'Exèrcit, l'Armada i la Força Aèria respectivament. Aquesta dictadura va fer terrorisme d'Estat mitjançant segrestos, desaparicions forçades, tortures i assassinats de persones presumptament vinculades a organitzacions guerrilleres o militants. Una gran quantitat d'aquestes persones assassinades van ser enterrades en fosses comunes o llançades al mar en avions militars.
Des de 1983, amb la tornada a la democràcia fins avui, la institució ha estat orientada a recuperar el rol professional, obedient i no deliberante que li correspon com a institució encarregada de la defensa de la Nació.

### Segle XXI

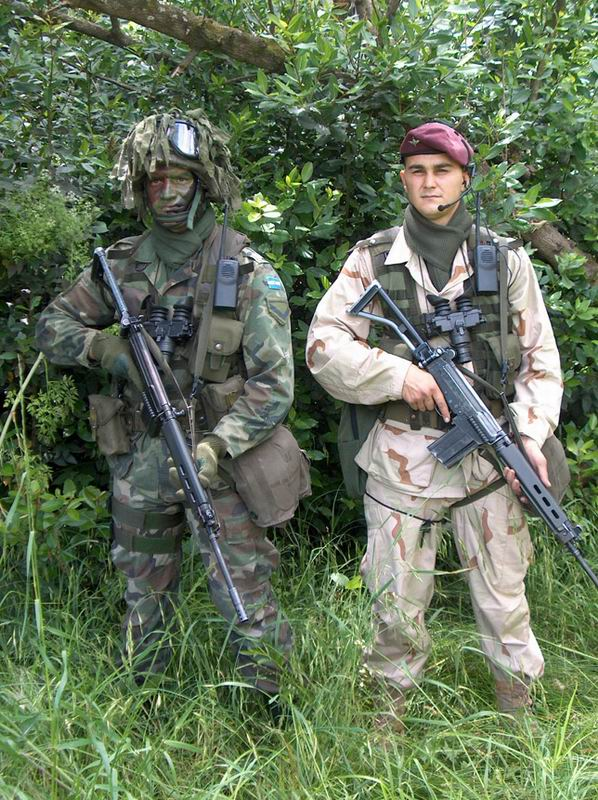
Soldats en l'actualitat.

L'Estat argentí compta amb una Força Terrestre que es troba en etapa de modernització. L'Exèrcit és entre les tres forces armades de la nació el que major operativitat posseeix. El juliol de 2005 es va presentar oficialment el primer UH-1H portat a l'estàndard Huey II, en el marc del "Projecte Hornero". En els primers dies de juny de 2007, es va anunciar la fabricació d'una pre sèrie de 30 unitats del vehicle Gaucho per a la fi del mateix any, així com el desenvolupament de diverses versions com la sanitària, antitanque, radar i comunicacions. El Projecte Gaucho porta ja 2 anys de desenvolupament i es va dur a terme amb la participació activa de Brasil, que encara que no mostra interès a incorporar al Gaucho, va influir molt en el disseny final del vehicle que avui dia s'aprecia.
El VLEGA Gaucho és un vehicle lleuger 4×4 capaç de transportar 4 persones i càrregues de fins a 600 kg. amb una velocitat màxima de 120 km/h i una autonomia de 500 km. Té 4,15 metres de llarg, 2,12 metres d'ample i 1,7 metres d'alt. El motor és un turbodiésel de 130 hp. Una de les seves característiques més destacades és la possibilitat d'apilar dues Gauchos un damunt de l'altre per al seu fàcil aerotransporti. El Gaucho pot utilitzar-se en missions d'exploració, assalt aeri, d'operacions comando, utilitari, evacuació de ferits i unes altres. El FAL, (Fusell Automàtic Lleuger), utilitzat en la Guerra de les Malvines, continua sent el fusell d'assalt regular del soldat argentí. En el mateix sentit, el TAM (Tanc Argentí Mitjà) representa el millor de l'EA i tots dos elements (TAM i FAL) estan sent modernitzats, el TAM per l'empresa Elbit Systems, i el FAL per la Direcció general de Fabricacions Militars, a l'estàndard M5.
Des de 2007 participa de l'Operatiu Fortí, el qual té el propòsit de subministrar vigilància de l'espai aeri argentí i brindar informació a les Forces de Seguretat en la lluita contra el narcotràfic. També s'aporten mitjans aeris en forma constant al Pla Nacional de Maneig del Foc, involucrant-se en la lluita contra incendis.

## Missió i objectius
L'Exèrcit, servirà a la pàtria, per contribuir a la defensa nacional i al sosteniment del sistema de govern representatiu, republicà i federal, a fi de protegir els seus interessos vitals, explicant entre aquests últims a:
- La independència i la sobirania
- Fer respectar el Dret d'autodeterminació
- La integritat territorial
- Els recursos naturals
- La protecció dels béns, la vida i la llibertat dels seus habitants

### Missions subsidiàries
- Participar en missions d'organitzacions militars de pau
- Donar suport logístic en la lluita contra el Narcoterrorisme
- Brindar suport a la comunitat
- Contribuir a la preservació del medi ambient
- Contribuir al sosteniment de l'activitat Antàrtica Nacional

#### Antàrtida Argentina

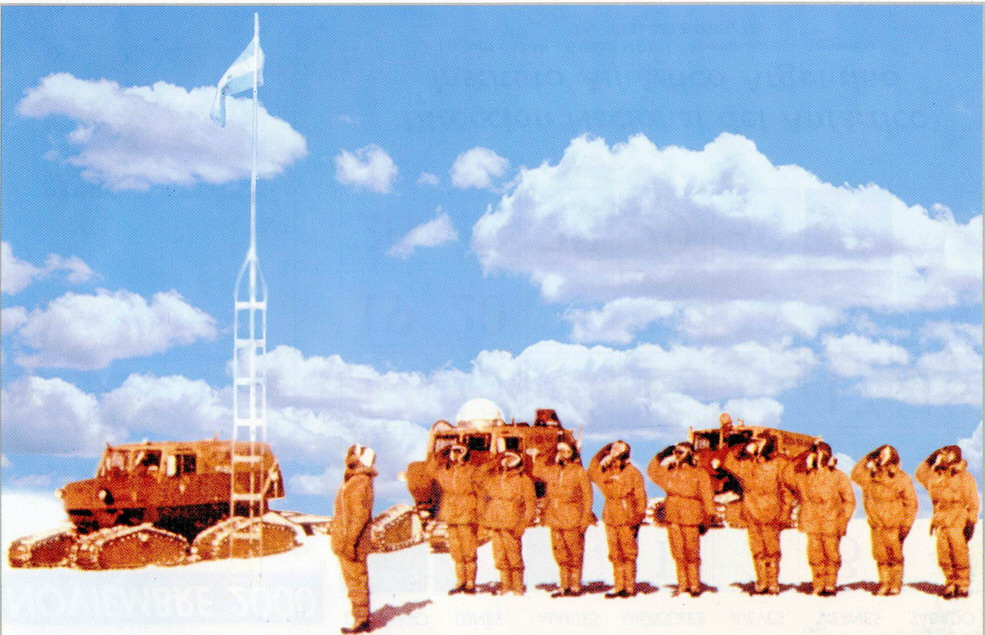
L'Operació 90 va ser la primera expedició terrestre feta per l'Argentina al Polo Sud, realitzada en 1965 per 10 soldats de l'Exèrcit Argentí.

| Base                                                            | Brigada/ Comando |
| --------------------------------------------------------------- | ---------------- |
| Base Esperanza (permanent)                                      | Cdo. Antàrtic    |
| Base General San Martín (permanent)                             | Cdo. Antàrtic    |
| Base General Belgrano II (permanent)                            | Cdo. Antàrtic    |
| Base Primavera (temporada estival)                              | Cdo. Antàrtic    |
| Base Jubany (permanent - conjunta amb el Inst. Antárt. Argent.) | Cdo. Antàrtic    |

#### Missions de Pau
| Unitat                     | Mandat   | País  |
| -------------------------- | -------- | ----- |
| Força de Tasques Argentina | UNFICYP  | Xipre |
| Batalló Conjunt Argentí    | MINUSTAH | Haití |

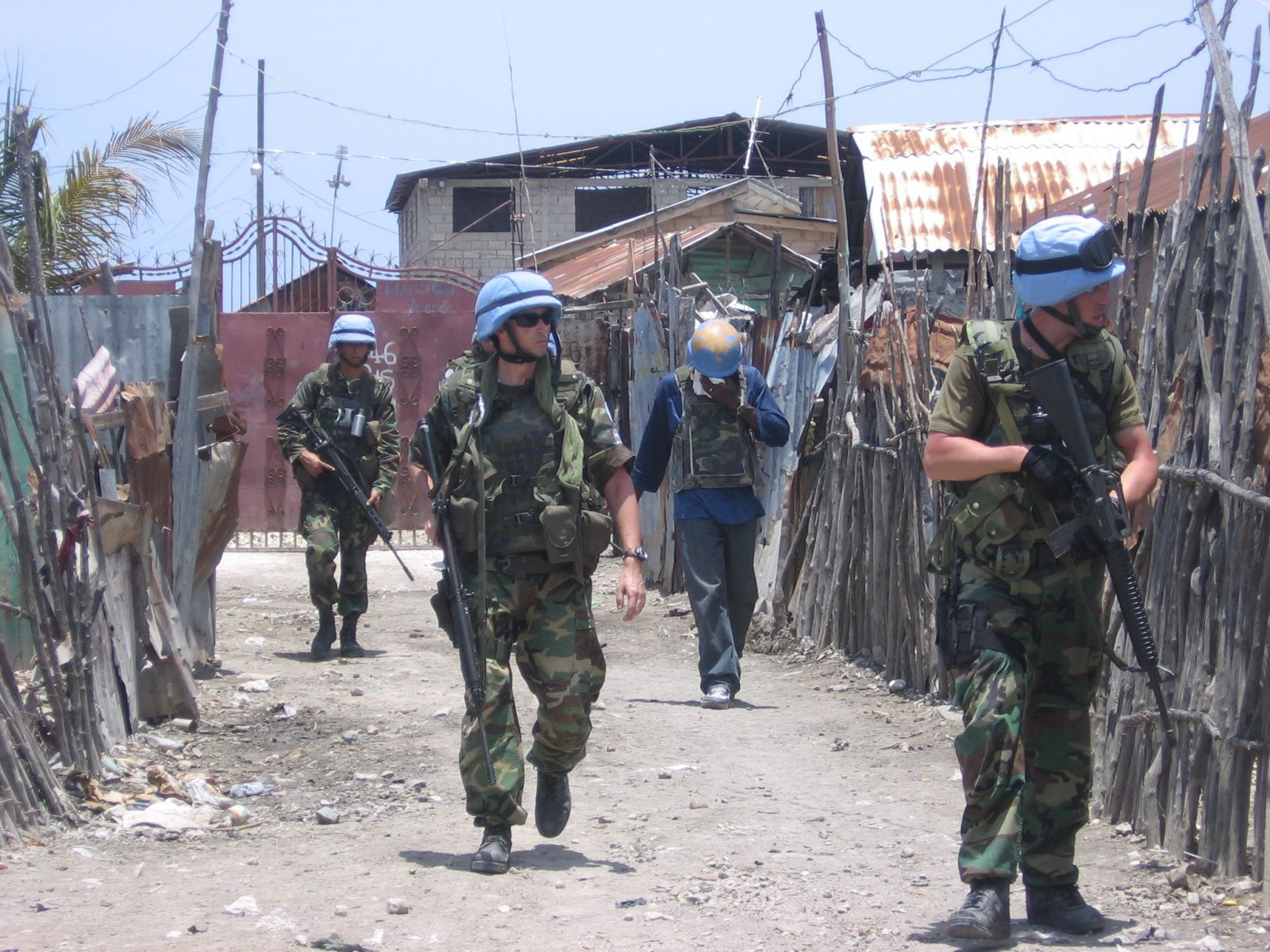
Cascos Blaus argentins a Haití.

Nota: Com a part de la Missió d'Estabilització de les Nacions Unides a Haití (MINUSTAH), l'Exèrcit Argentí participa del Batalló Conjunt Argentí Haití amb seu a la ciutat de Gonaives.
A Xipre es troba la Força de Tasques Argentina com a part de la Missió UNFICYP.

## Composició i desplegament

### Organització

#### Comandant en Cap de totes les forces armades de la Nació
El President de la Nació, conforme disposa l'art. 99 inc. 12 de la Constitució Nacional, és Comandant en cap de totes les forces armades de la Nació i, per tant, encapçala, en el seu caràcter de Comandant en cap de les Forces Armades, l'estructura del sistema de Defensa Nacional. Entre les atribucions que la Constitució li garanteix per al correcte maneig i administració de les Forces Armades i la defensa nacional, s'expliquen:
- "Proveeix les ocupacions militars de la Nació: amb acord del Senat, en la concessió de les ocupacions o graus d'oficials superiors de les forces armades; i per si solament en el camp de batalla." (art.99 inc.13);
- "Disposa de les forces armades, i corre amb la seva organització i distribució segons les necessitats de la Nació." (Art.99 Inc.14);
- "Declara la guerra i ordena represàlies amb autorització i aprovació del Congrés." (Art.99 Inc.15);
- "Declara en estat de lloc un o diversos punts de la Nació, en cas d'atac exterior i per un terme limitat, amb acord del Senat. En cas de commoció interior només té aquesta facultat quan el Congrés està en recés, perquè és atribució que correspon a aquest cos. El president l'exerceix amb les limitacions prescriptas en l'article 23." (Art.99 Inc.16).

El sistema de defensa nacional es troba sotmès al que es disposa a la Constitució Nacional, i específicament regulat per la Llei de Defensa Nacional (Nº 23.554). La mateixa, estableix que són competències del President de la Nació, (en el seu caràcter de Comandant en Cap de les FF.AA.), l'Adreça de la Defensa Nacional i la Conducció de les Forces Armades, en els termes citats de la Constitució Nacional. Particularment, el President exercirà:
- La conducció integral de la guerra amb l'assessorament i assistència del Consell de Defensa Nacional;

- La conducció militar de la guerra amb l'assistència i assessorament del Ministre de Defensa, del Cap de l'Estat Major Conjunt i dels Caps d'Estats Majors Generals de cadascuna de les Forces Armades, constituïdes en comitè de crisi.

Per sota del President de la Nació, es troba el Consell de la Defensa Nacional (CODENA), que assessora de manera directa i integral al primer, sobre les qüestions vinculades a la Defensa Nacional. Conforme estableix la Llei, el CODENA es troba presidit pel President de la Nació, (qui està encarregat d'adoptar les decisions en tots els casos), i integrat primàriament pel Vicepresident de la Nació, els Ministres del Gabinet Nacional i el responsable de l'organisme de major nivell d'intel·ligència, sent les seves funcions les d'assessorar al President de la Nació en la "determinació dels conflictes, de les hipòtesis de conflicte i de guerra, així com en l'adopció de les estratègies, en la determinació de les hipòtesis de confluència i en la preparació dels plans i coordinació de les accions necessàries per a la seva resolució." (Art.12).
El Congrés de la Nació, intervé en el Sistema de Defensa Nacional, en els termes que la Constitució estableix, així mateix com per mitjà dels Presidents de les Comissions de Defensa del Senat i de la Cambra de diputats de la Nació i dos integrants d'aquestes Comissions, (un pel bloc de la majoria i un altre per la primera minoria), integrant el Consell de Defensa Nacional, exercint el clàssic factor de contralor i balanç enfront del poder executiu.
El quart integrant del Sistema, és el Ministre de Defensa (MINDEF), exerceix l'adreça, ordenament i coordinació de les activitats pròpies de la Defensa que no es reservi o realitzi directament el President de la Nació o que no hagin estat atribuïdes a un altre funcionari, òrgan o organisme específic en particular.

#### Estat Major Conjunt de les Forces Armades
En el següent esglaó en l'ordre jeràrquic, es troba l'Estat Major Conjunt de les Forces Armades (EMCFFAA), assisteix al Ministre de Defensa en matèria d'estratègia militar, realitzarà el planejament estratègic militar d'acord amb orientacions donades pel President de la Nació, a través del Ministre de Defensa, i és l'òrgan de treball del comitè de crisi. Entén així mateix, conforme disposa la Llei, en:
- La formulació de la doctrina militar conjunta;
- L'elaboració de planejament militar conjunt;
- L'adreça de l'ensinistrament militar conjunt;
- El control del planejament estratègic operacional i l'eficàcia de l'accionar militar conjunt.

Depenent del Ministre de Defensa, (per delegació del President de la Nació), i mantenint una relació funcional amb l'Estat Major Conjunt a fi de proveir a l'acció militar conjunta, es troben els Caps dels Estats Majors Generals de les Forces Armades, definides aquestes taxativament per la llei com: l'Exèrcit Argentí, l'Armada de la República Argentina, i la Força Aèria Argentina. Sent designats pel President de la Nació entre els Generals, Almiralls o Brigadieres del Cos Comando en activitat, els Caps d'Estats Majors Generals, exerceixen el govern i administració de les seves respectives forces, dirigeixen la preparació per a la guerra dels elements operacionals de les respectives forces i el seu suport logístic, i assessoren a l'Estat Major Conjunt en tot el relatiu al planejament militar conjunt, sobre la composició, dimensió i desplegament de les respectives forces armades.

#### Llista de Caps de l'Estat Major General de l'Exèrcit des de 1983
| Jerarquia          | Titular                 | Període     |
| ------------------ | ----------------------- | ----------- |
| General de Divisió | Jorge Arguindegui       | 1983 - 1984 |
| General de Divisió | Ricardo Pianta          | 1984 - 1985 |
| General de Divisió | Héctor Ríos Ereñú       | 1985 - 1987 |
| Tinent General     | José Segon Dante Caridi | 1987 - 1988 |
| Tinent General     | Francisco Gassino       | 1988 - 1989 |
| Tinent General     | Isidro Càceres          | 1989 - 1990 |
| Tinent General     | Martín Bonnet           | 1990 - 1991 |
| Tinent General     | Martín Balza            | 1991 - 1999 |
| Tinent General     | Ricardo Brinzoni        | 1999 - 2003 |
| Tinent General     | Roberto Bendini         | 2003 - 2008 |
| Tinent General     | Luis Alberto Pozzi      | 2008 - 2013 |
| Tinent General     | César Milani            | 2013 - 2015 |
| Tinent General     | Ricardo Luis Cundom     | 2015 -      |

### Estructura orgànica de l'Exèrcit
Com autoritat suprema de les Forces Armades, el President de la Nació és Comandant en Cap de l'Exèrcit. D'ell depèn el Cap de Gabinet de Ministres, d'aquest el Ministre de Defensa i d'aquest l'Estat Major Conjunt de les Forces Armades, que és l'organisme superior immediat del Cap de l'Estat Major General de l'Exèrcit, qui s'encarrega de l'organització, ensinistrament, allistament i suport logístic de la força. Per sota de l'anterior, es troba el Sotscap de l'Estat Major General de l'Exèrcit i les respectives unitats orgàniques que ho componen.
L'Estat Major General de l'Exèrcit té la seu a la Ciutat de Buenos Aires.

## Armes, Serveis i Especialitats

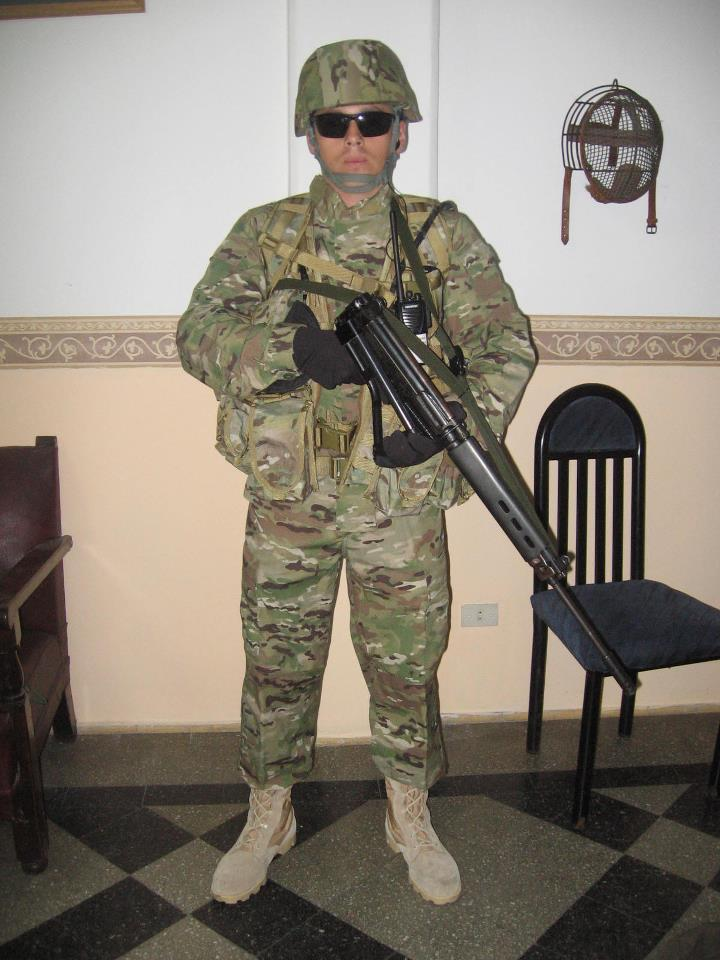
Nou uniforme adquirit.

L'Exèrcit, divideix la seva força i capital humà dins de tres grans subcategories: Armes, Serveis i Especialitats.

### Armes
S'entén per "Arma", al "conjunt d'organitzacions que participen, durant el transcurs de la batalla, responent a funcions de combat determinades i clarament diferenciades". Pertanyent a aquesta categoria, aquells escalafons de la Força que històricament van servir de manera directa a les finalitats operatives de la guerra, es distingeixen segons el potencial armat que l'arma utilitzi, entri:

### Infanteria

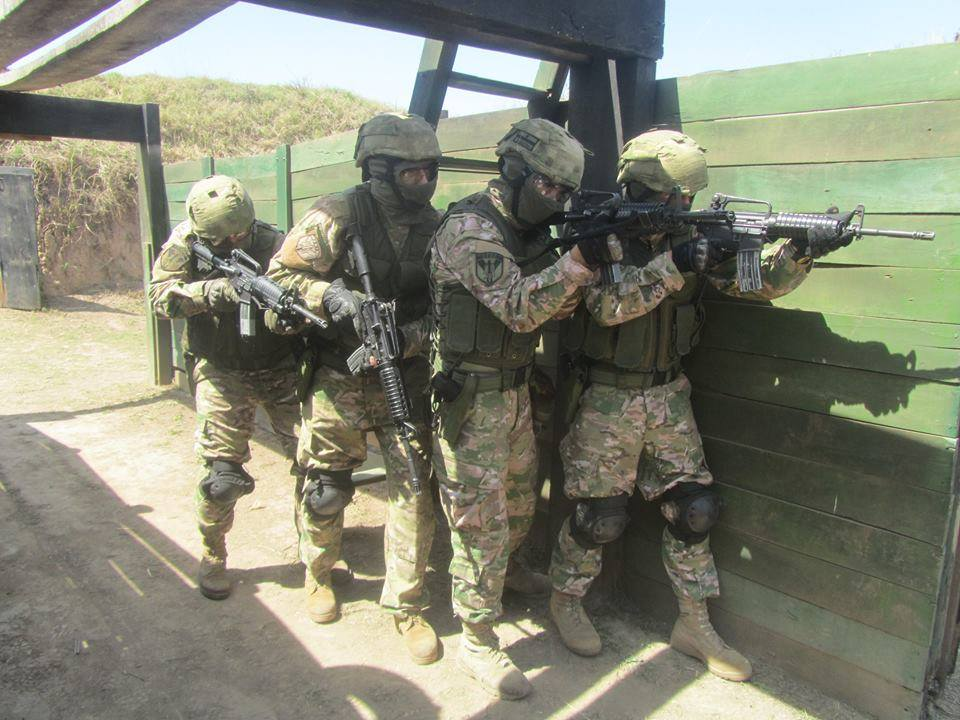
Companyia de Forces Especials 601 de l'Exèrcit Argentí

Caracteritzada (conjuntament amb la Cavalleria), per ser l'arma ofensiva per excel·lència, distingida per haver estat històricament utilitzada pels exèrcits del món com a força militar de base (tant com a força ofensiva, de suport o ocupació), sempre va estar associada a la idea d'abnegació que caracteritza al guerrer del carrer. Combinant la maniobra, el foc i el xoc, així com la possibilitat de dominar el terreny mitjançant la seva ocupació física, la seva organització i defensa, l'arma d'infanteria, en les seves diferents especialitats (aerotransportada, d'assalt aeri, motoritzada muntanya, muntanya i mecanitzats), es converteix en la columna vertebral de l'accionar combinat i operacional de l'Exèrcit.

### Uniforme
L'Exèrcit Argentí canvia novament el seu uniforme, amb una inversió total de 15,8 milions de dòlars, finalment s'ha oficialitzat l'adquisició d'un nou set i disseny d'uniformes amb camuflatge Multicam (denominats UCA, Uniforme de Combat Argentí) per a l'Exèrcit Argentí adquirits a la Xina a l'empresa Norinco.
La compra es compon de 139 mil equips individuals de vestimenta, 50 mil fonguis de cascos, 118 mil parells de mitjanes de cotó, 100.000 parells de mitjanes d'abric, 54 mil equips de roba interior d'hivern (polar) i 57 mil vestits impermeabilitzats per a protecció climàtica (amb tractament Goretex)

### Cavalleria

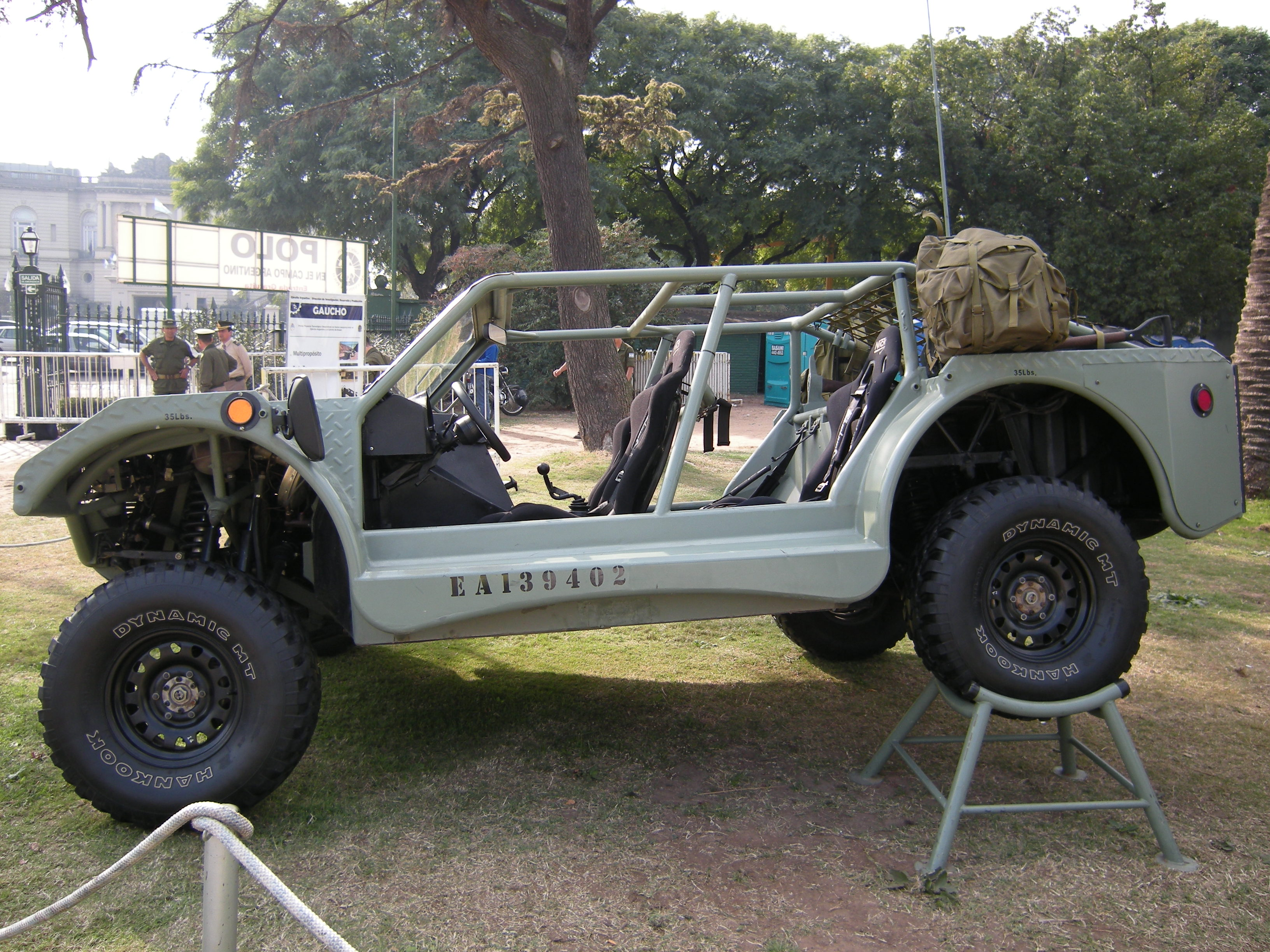
Vehicle Lleuger d'Ocupació General Aerotransportable "Gaucho" (VLEGA Gaucho), durant l'Exposició de l'Exèrcit Argentí realitzada al maig de 2008.

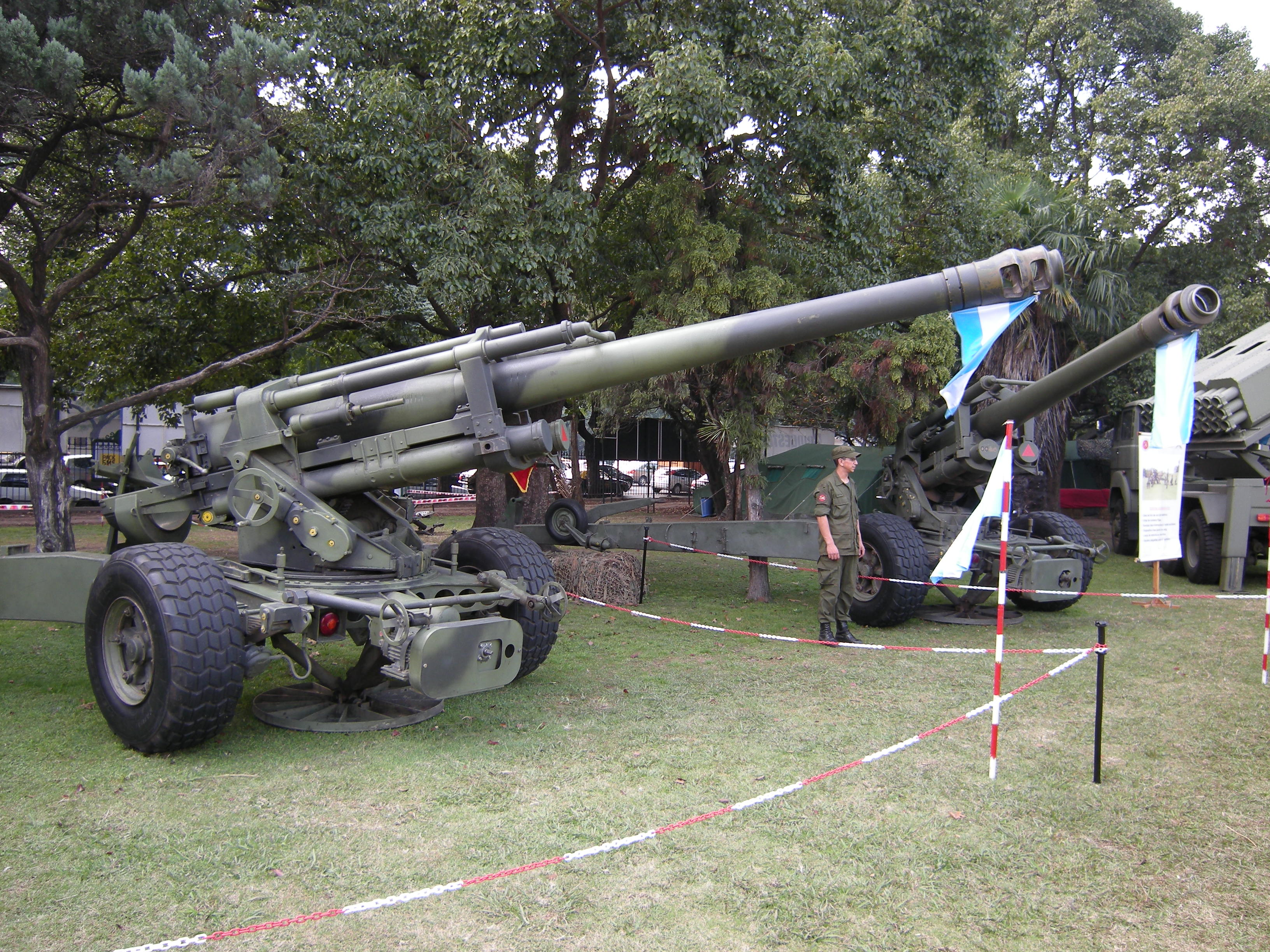
CITER L33.

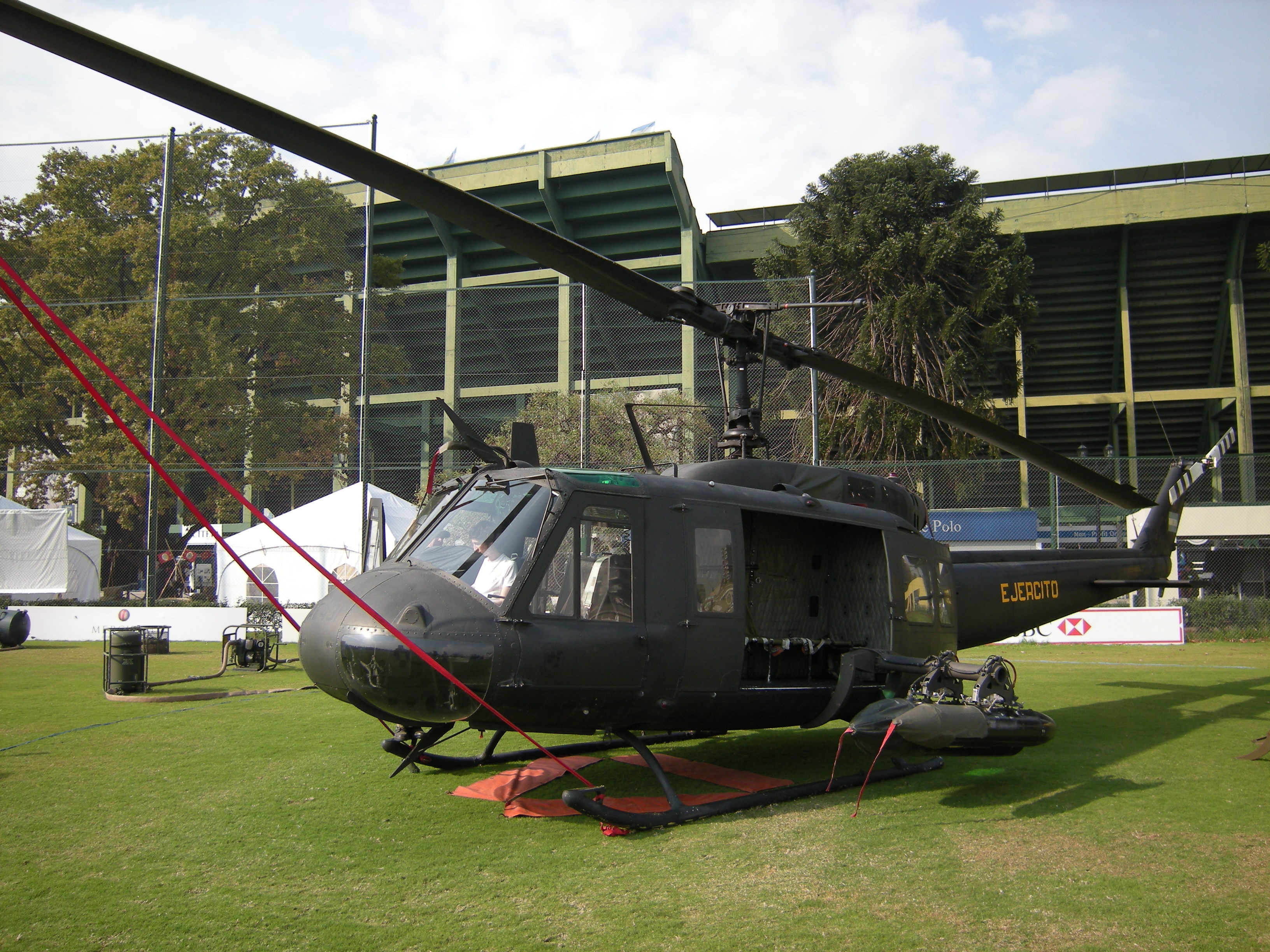
Bell UH-1H Huey durant l'Exposició de l'Exèrcit Argentí realitzada al maig de 2008.

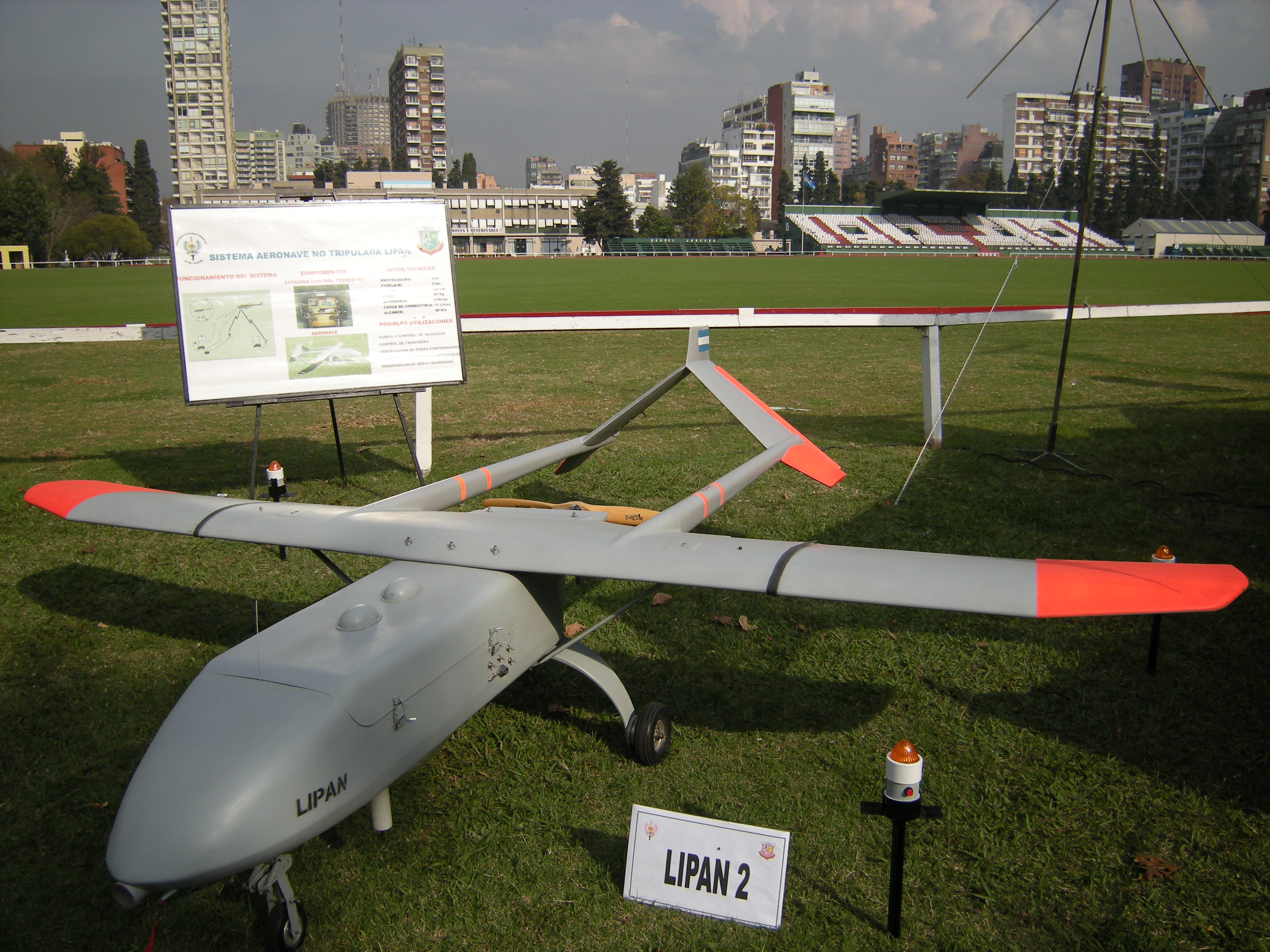
El UAV Lipan II, durant l'Exposició de l'Exèrcit Argentí realitzada al maig de 2008.

Caracteritzada per la velocitat de desplegament i reacció, i el seu ímpetu d'impacte, l'arma de cavalleria ha exercit mitjançant el foc, el moviment i l'acció de cop, un paper essencial en la confrontació directa amb l'enemic. Havent reemplaçat com a mitjà primari el cavall pel tanc, la cavalleria compleix encara amb les seves centenàries funcions, proveint per força de gran rapidesa tàctica i amplitud de maniobra, realitzant importants tasques de suport (com el reconeixement en territori hostil), i constituint-se en una poderosa reserva de desplegament ràpid en el camp de batalla, a fi de donar l'impuls suficient a l'ofensiva principal.

### Artilleria
Operant com a arma de suport per força, posseeix dues funcions bàsiques entre les quals diversifica el seu potencial operatiu segons la tasca específica a exercir, i dos tipus d'unitats segons la seva estructura operativa, sent aquestes, respectivament: Artilleria de Campaña i Artilleria Antiaèria, Grups i Bateries.
- Artilleria de Campaña: la seva funció principal és la de conduir i executar els focs sobre aquells blancs de superfície que

impedeixin, interfereixin i/o amenacin el compliment de la missió de la força recolzada. Dins de les funcions de suport ja enunciades, se sumen les d'obtenir i proporcionar l'adquisició de blancs, (a fi de proveir al foc de cobertura del contingent principal), i intervenir en l'elaboració de cartes de contaminació, predicció de pluja radioactiva i registres i informes d'explosions nuclears.
L'armament principalment utilitzat per l'artilleria de Campaña consisteix en canons, obuses,
morters i projectils autopropulsados terra - terra.
- Artilleria Antiaèria: proveint foc defensiu de cobertura a molt baixa, baixa, i mig abast, a fi de prevenir, anul·lar, interferir o reduir els atacs dels mitjans aeris enemics en vol cap al contingent principal o els seus mitjans terrestres. En el desenvolupament de les seves tasques de suport, l'artilleria antiaèria empra canons antiaeris i projectils autopropulsados terra - aire.

L'arma d'artilleria, (en les seves dues funcions descriptas), s'organitza en unitats denominades "Grups", que de ser necessari, (en cas d'haver d'afrontar alguna contingència en particular), es concentren en organitzacions majors denominades "Agrupacions d'Artilleria", amb la finalitat de coordinar el treball comú de diversos grups.
Els Grups, s'organitzen al seu torn en subdivisions de menor quantia, denominades Bateries, que troben tipificades, en virtut de les funcions que cadascuna exerceix.
- Bateries Comando: encarregades de facilitar la conducció del Grup d'Artilleria, exercint tasques tals com l'adreça del tir, adquisició de blancs, i l'establiment de les comunicacions internes i les externes, amb les tropes recolzades, a fi de facilitar les dues primeres tasques.

- Bateries de Tir: tal com el seu nom ho indica, agrupen a les peces d'artilleria pròpiament dites, i als elements necessaris per al seu funcionament, (proveïment de munició, adreça del tir de la Bateria, etc.).

- Bateries Serveis: comprèn als elements que brinden suport logístic a la Unitat, sent aquests: Intendència, (suport de vestuari, alimentació i combustibles), Arsenals, (proveeix recanvis, manté i repara els vehicles, canons, armament en general, equips de comunicacions i radars de la Unitat), Transport i Sanitat.

- Bateries Comando i Serveis: es tracta d'una sola bateria que concentra les funcions que les dues esmentades realitzen per separat.

Usualment, cada Grup, (tant d'Artilleria de Campaña com a Antiaèria), una Bateria de Comando, una de Serveis, i entre 3 o 4 de Tir, cadascuna equipada amb una quantitat de peces que oscil·la entre les 4 i 8 unitats, depenent de les circumstàncies i el grau i intensitat d'activitats que dugui a terme el Grup en qüestió.
Per exercir les seves tasques, (tant l'Artilleria de Campaña com l'Antiaèria), compta amb un vast equipament específic:
Per resolució de la Secretaria de Guerra, (datada en el 7 d'octubre de 1960), i a proposta del Comando en Cap de l'Exèrcit, es va designar com a patrona de l'arma d'artilleria a Santa Bàrbara, i es va disposar fixar el 4 de desembre com a data per a la seva commemoració.

### Enginyers
És l'arma de l'exèrcit que realitza operacions de mobilitat i contra mobilitat. Bastida de ponts, assalts amfibis, instal·lació de camps minats o aixecament d'aquests, obres vials i fortificacions, atac a posicions fortificades, guerra NBQ, opera les plantes de potabilització d'aigua que disposa l'Exèrcit Argentí i en última instància combat com a infanteria. A més col·labora amb la població civil en cas de desastres.

### Comunicacions
L'arma de comunicacions està organitzada, equipada i instruïda per proporcionar suport de combat de comunicacions, facilitant la conducció dels elements propis i dificultant la conducció enemiga en qualsevol temps i lloc mitjançant:
L'establiment, operació i manteniment de sistemes de comunicacions, que permetin la transmissió de tota classe d'informació.
La protecció de tots els sistemes de la força, que recorrin a emissions electroópticas, acústiques i electromagnètiques de l'acció de guerra electrònica enemiga.
L'execució d'operacions electròniques que permetin l'obtenció d'informació de l'enemic i que afectin la seva conducció.
L'elaboració d'ordres, procediments i normes que permetin el funcionament coordinat per a l'explotació de l'espectre electromagnètic per part dels sistemes de comunicacions, sistemes d'armes, operacions MAE CME i tota una altra forma de comunicació especial.

## Serveis

### Sanitat
El servei de sanitat abasta tots els aspectes relacionats al tractat de malalts i ferits de l'exèrcit.

### Justícia
S'encarrega del compliment del reglament de l'exèrcit.

### Veterinària
Destinada a la sanitat, a la cura i prevenció dels animals utilitzats per l'I.A para les seves tasques (com per exemple, les mules de càrrega per a l'especialitat de muntanya).

### Bandes
Bandes militars que enforteix la moral del personal.

### Educació física
Encarregat de l'ensinistrament físic-militar de la tropa.

### Religiós
Així com tot civil/clergue, el ser militar implica tenir una àmplia difusió de valors humans i religiosos.

## Especialitats

### Altres especialitats de la força
- Arsenals
- Intendència
- Intel·ligència
- Sistema de Computació de Dades
- Oficinistes
- Conductors Motoristes

### Aptituds Especials
- Aptitud Especial de Comando
- Aptitud Especial de Paracaigudista Militar
- Aptitud Especial de Muntanya (Còndor platejat o daurat)
- Aptitud Especial de Caçador de Muntanya
- Aptitud Especial de Muntanya
- Aptitud Especial de Mecanitzats
- Aptitud Especial de Blindats
- Aptitud Especial de Capacitació Antàrtica
- Aptitud Especial de Bus d'Exèrcit
- Aptitud Especial d'Intel·ligència
- Aptitud Especial d'Assalt Aeri
- Aviador d'Exèrcit

## Rangs

### Oficials
La jerarquia de coronel major és un rang honorari que li és atorgat als coronels amb molt temps en el rang o a aquells coronels que han estat promocionats per ascendir a general de brigada, però que no han pogut fer-ho a causa que en aquest moment no hi havia vacants disponibles per accedir a aquest càrrec.

### Suboficials
| Insígnia | Rang                 |
| -------- | -------------------- |
|          | Suboficial major     |
|          | Suboficial principal |
|          | Sergent ajudant      |
|          | Sergent primer       |
|          | Sergent              |
|          | Cap primer           |
|          | Cap                  |

### Tropa
| Insígnia | Rang                         |
| -------- | ---------------------------- |
|          | Soldat de primera            |
|          | Soldat de segona             |
|          | Soldat de segona en comissió |